# Pinturicchio
Pinturicchio, seudónimo de Bernardino di Betto di Biagio (Perugia, 1454 - Siena, 1513) fue un pintor cuatrocentista italiano. Según las Vite de Giorgio Vasari, Pinturicchio tuvo la poca fortuna de ser poco agraciado y tener diversas limitaciones físicas, entre ellas la sordera, por lo que durante mucho tiempo fue llamado «il Sordicchio».

## Orígenes y formación
Nació alrededor de 1454 en Perugia, hijo de Biagio llamado Betti. En su ciudad se inscribió, con casi treinta años, en el gremio de pintores en 1481. En general, aunque esto es rechazado por los críticos, se habla de un aprendizaje con Perugino, incluso considerando la pequeña diferencia de los dos en términos de edad de solo cuatro años. Por el contrario, los dos podrían haber trabajado en una relación de asociación con otros colaboradores, entre los cuales el pintor más viejo, Perugino, también asumió el papel de líder. Vasari informa de un acuerdo económico entre los dos, que de hecho es apropiado entre socios de taller.
El maestro de Pinturicchio debe buscarse entre los pintores de Umbría de la generación anterior, como Fiorenzo di Lorenzo y Bartolomeo Caporali, con influencias externas de pintores activos en Umbría tales como Fra Angélico, Benozzo Gozzoli, Fra Filippo Lippi y Fra Diamante. Además, cuando Perugino regresó de Florencia, fue capaz de ponerse al día de las noticias del taller de Verrocchio, mientras que por las miniaturas podría haber aprendido acerca de las actividades de los florentinos Attavante, Gherardo y Monte di Giovanni. Finalmente, la influencia de la pintura del Adriático fue particularmente importante, en particular de Piero della Francesca, activo en Urbino, con su espacialidad monumental, dominada por la perspectiva y por una estructura compositiva solemne.

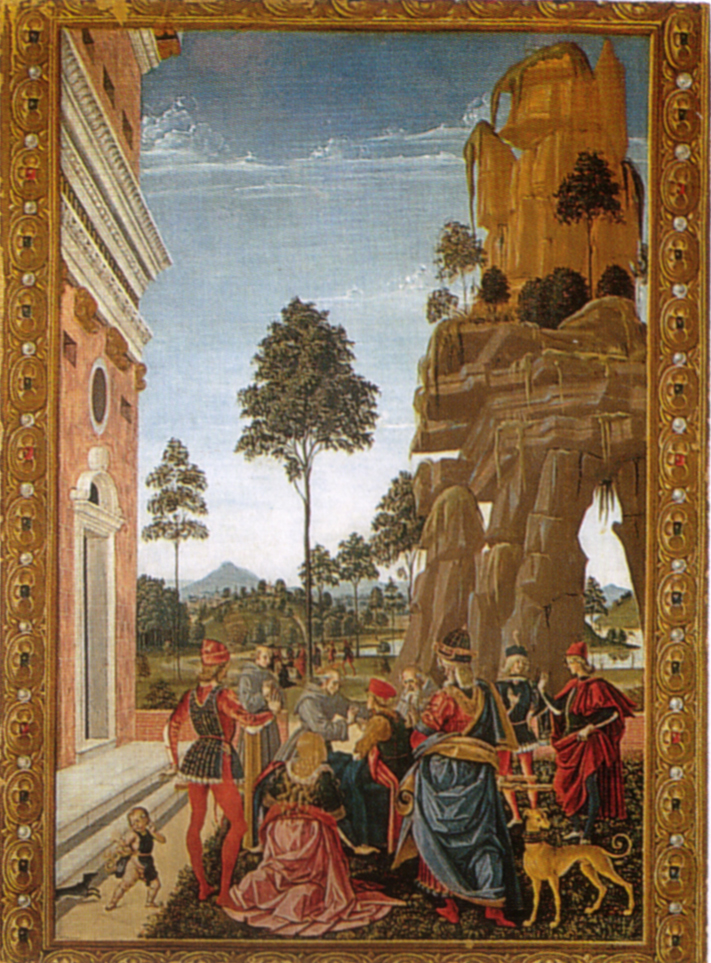
Pinturicchio, San Bernardino richiama alla vita un uomo morto trovato sotto un albero

## Inicios. Las historias de San Bernardino
Los inicios Pinturicchio generalmente se sitúan en la construcción del importante Oratorio de San Bernardino, en Perugia, donde estaba probablemente una capilla que estaba decorada con ocho tablas de Historias de San Bernardino (1473) realizadas por un grupo de jóvenes artistas influenciados por la cultura Piero y Urbino. A Pinturicchio generalmente se atribuyen las figuras de tres episodios: Sanación del ciego, San Bernardino recuerda a la vida a un hombre encontrado muerto bajo un árbol y La liberación del prisionero. La mano de Pinturicchio fue reconocida en los trajes y elementos pintorescos del paisaje típicos de su producción posterior. Las figuras se presentan elegantemente y tienen formas complicadas y angulosas, refiriéndose a la combinación de las formas típicas del joven Perugino.
Los siguientes años, casi diez, hasta las obras en la Capilla Sixtina junto a Perugino, están envueltos en el misterio. Algunos han llegado a especular que el pintor ya estaba en Roma a fines de los años setenta, al servicio del cardenal Domenico della Rovere en Basílica de Santa María del Popolo. La hipótesis llenaría un vacío en el que las obras atribuidas son muy pocas para un artista entre los veinte y treinta años que pronto podría organizar y gestionar empresas altamente complejas, con numerosos ayudantes.
Entre las obras atribuidas a esta etapa están el Crucifijo entre los Santos Jerónimo y Cristóbal (1475) y San Jerónimo en el desierto (1475-1480), en que fusionó la atención a los detalles de los maestros flamencos y una riqueza pictórica hecha de colores esmaltados y reflejos dorados. Algunos detalles refieren también a esta fase la Virgen con el Niño escribiendo y San Jerónimo de 1481 y la Virgen con la bendición del Niño de alrededor de 1480.

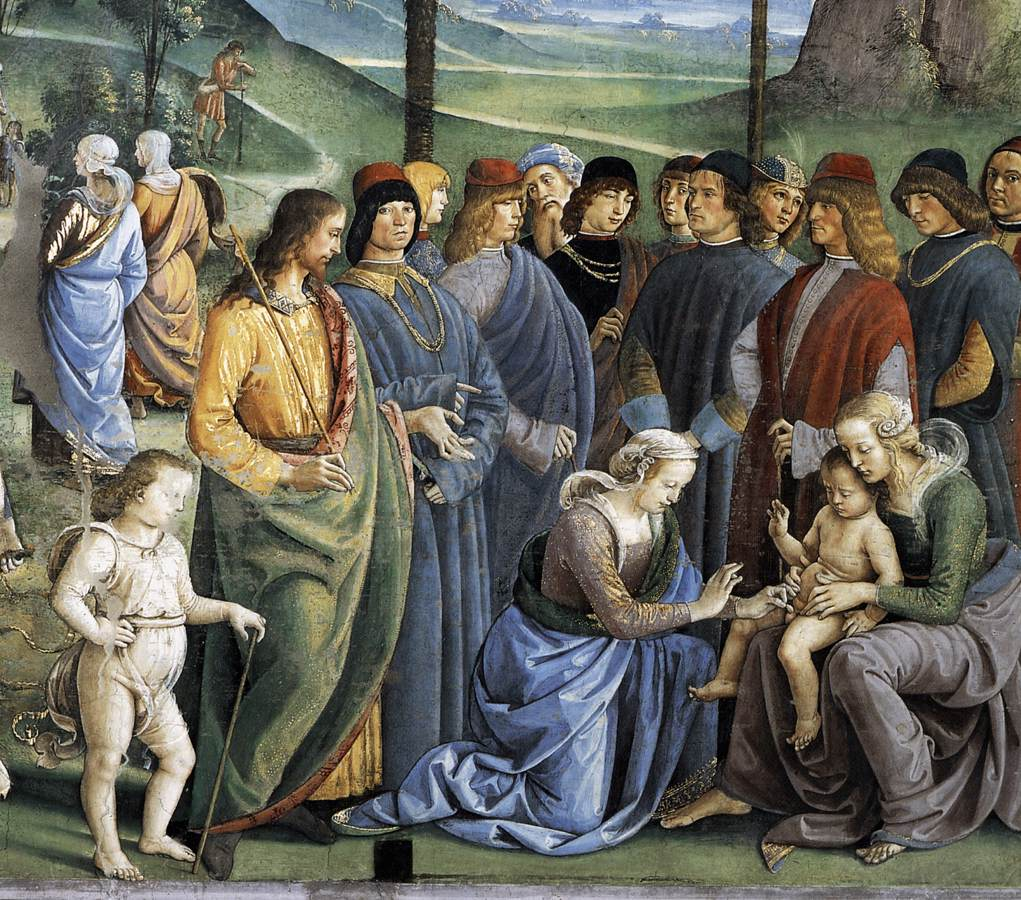
Perugino y otros, Viaje de Moisés, atribuido a Pinturicchio

## Colaboración con Perugino en la Capilla Sixtina
La presencia de Pinturicchio en Roma para decorar la Capilla Sixtina se evidencia por una rápida mención en su biografía de Giorgio Vasari, que conmemora la cooperación con Pietro Perugino. No se sabe si Perugino ya estaba en Roma y si también había participado en los frescos perdidos de la Capilla de la Concepción en la antigua basílica de San Pedro del Vaticano (1479).
Los críticos tradicionales reconocen la mano de Pinturicchio en las escenas del Viaje de Moses en Egipto y El bautismo de Cristo, mientras que la crítica más reciente ha reducido drásticamente su participación. La solidez volumétrica de estas figuras es poco compatible no solo con la serie de vírgenes jóvenes, sino también con los frescos posteriores y prefiere hacer referencia a Andrea d'Asís, Rocco Zoppo y más dudosamente en Spagna y Bartolomeo della Gatta, otros colaboradores de Perugino mencionados por Vasari. Para eliminar de Pinturicchio también hay una serie de retratos y Madonnas atribuibles por analogía a los maestros de la Sixtina, como los de Dresde, Washington y Denver.
Es más dudoso que Pinturicchio no hubiera dado una mayor contribución en los tres niveles del ciclo del fresco perdido de Perugino, el nacimiento de Moisés, la Asunción y la Natividad de Cristo, destruido para hacer espacio para el Juicio Final de Miguel Ángel.
En cualquier caso, algunos esquemas de la Sixtina fueron tomados y desarrollados por Pinturicchio en trabajos posteriores, certificando su conocimiento directo del ciclo. Fue entre los colaboradores de Umbría, Toscana, Emilia y Lazio conocidos en la Sixtina donde Pinturicchio eligió el grupo diverso de su nuevo taller romano, facilitado por la partida de otros maestros como Botticelli, Cosimo Rosselli, Luca Signorelli y de Perugino, que había dejado un vacío de presencias carismáticas en el ambiente romano.

## Consagración de su taller en Roma

### La capilla Bufalini

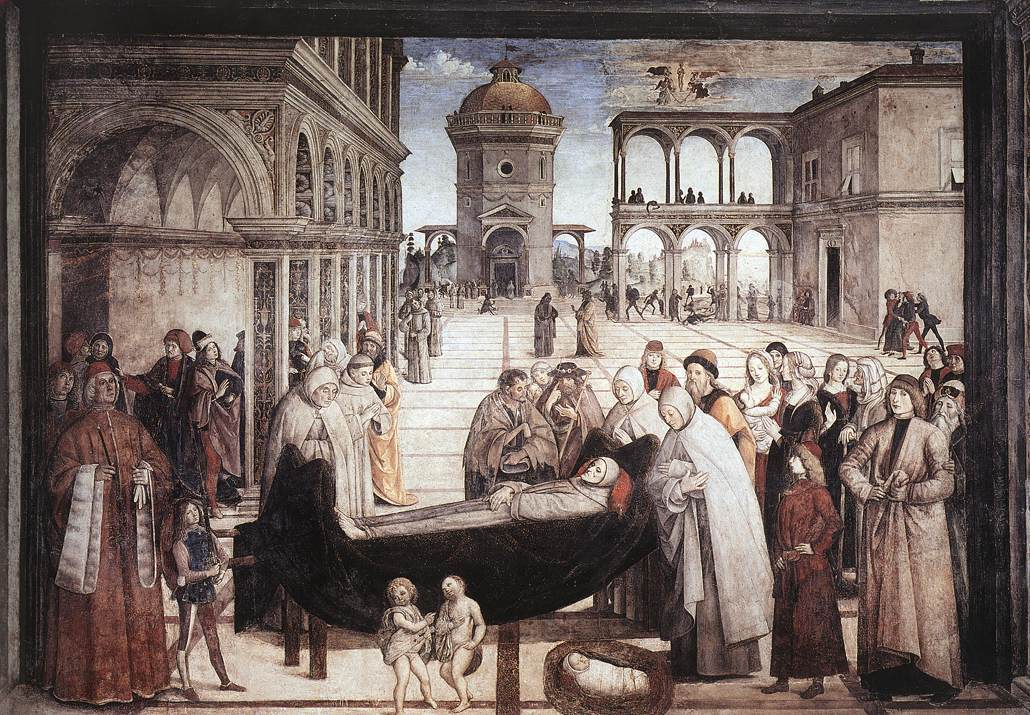
Pinturicchio. Funeral de San Bernardino, Capilla Bufalini (1484-1486)

Los frescos con Historias de San Bernardino en la Capilla Bufalini de la Iglesia Romana de Aracoeli son la primera prueba importante del arte de Pinturicchio. Generalmente datan de 1484-1486 y pertenecen a ese período en que la falta de grandes maestros en la plaza romana favoreció el surgimiento de nuevos talentos. Por otra parte, un originario de Umbría es el cliente, Nicholas Manno (Riccomanno) Bufalini de Città di Castello, que en Roma ocupa el cargo de abogado consistorial. El encargo fue probablemente la base de una relación de confianza, como se demuestra por una Madonna que pintó para los Bufalini que se encuentra en la Galería Municipal de Arte de Città di Castello (alrededor de 1480). Los frescos se desarrollan en tres paredes y el techo y están dedicados a la vida y milagros de San Bernardino de Siena, un santo que en ese momento fue objeto de una extensa labor de promoción llevada a cabo por la orden franciscana.
Los patrones utilizados se hacen eco de los de frescos de Perugino en la Sixtina, pero tienen una composición más viva y variada con respecto a la simetría y solemnidad del estilo peruginesco. Por ejemplo, en funerales de San Bernardino el edificio que domina el fondo al final de la perspectiva de tablero de ajedrez cita la Entrega llaves, pero los dos edificios asimétricos en diferentes alturas en los lados enriquecen y varían el escenario. En primer plano se celebra el funeral del santo, acostado sobre un catafalco que, tal como está dispuesto, aumenta la sensación de profundidad espacial y hace que los personajes interactúen mejor con el espacio circundante. En este trabajo son claras las múltiples influencias de su pintura en esta etapa: la perspectiva de la racionalidad de la marca Urbino-Perugina, la variedad de los tipos colocados en las multitudes, inspirados por el florentino Benozzo Gozzoli y Ghirlandaio como la caracterización penetrante de peregrinos pobres y mendigos, derivados del ejemplo de los flamencos.

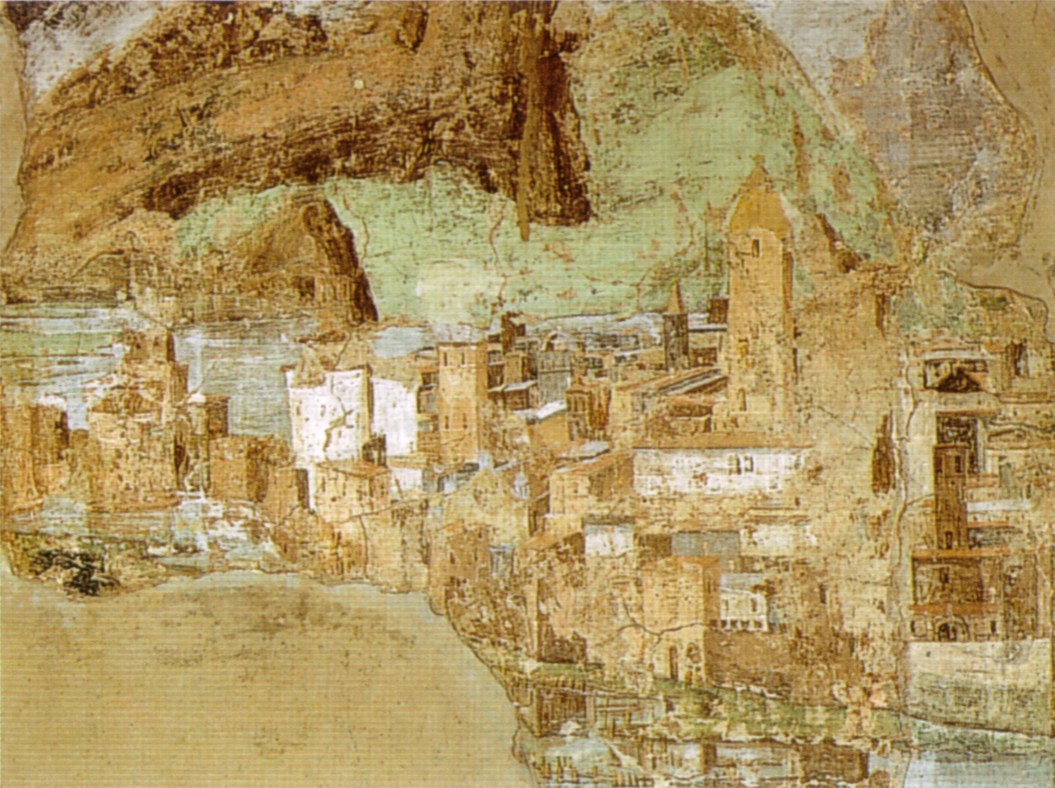
Pinturicchio. Vista de una ciudad (hacia 1488-1490), Museo Pio-Clementino

### Al servicio de Inocencio VIII
Después de la elección al papado de Inocencio VIII (1484), Pinturicchio entró a su servicio en el Vaticano, con el encargo de pintar una serie de vistas de ciudades italianas a una logia del Palacio Apostólico, donde el Papa se alojaría en su convalecencia frecuente. La logia, después de la intervención de Bramante para Julio II, se convirtió en parte del complejo Belvedere. El ciclo, que en 1750 fue visto por Taja "en un estado lamentable", se cubre cuando la casa de campo se convirtió en una galería de estatuas clásicas y fue redescubierto solo a partir de los años treinta del siglo XX, cuando grandes porciones de las vistas fueron recuperadas, pero lamentablemente en mal estado de conservación. En cualquier caso, fue posible reconstruir el esquema de decoración, que se organizó en lunetas entre pilares decorados con grisaille y putti reggistemma (mucho más tarde reelaborados). El complejo decorativo era una especie de abertura ilusionista del lado cerrado de la logia hacia vistas de ciudades italianas vistas como "ojo de pájaro" según la tradición flamenca. Estaban representadas Roma, Milán, Génova, Florencia, Venecia y Nápoles, cada una en su entorno.
El ciclo es particularmente importante, ya que representa el primer ejemplo del género de la pintura de paisaje, con la reanudación del segundo estilo pompeyano, citado de fuentes antiguas y modernas, como Vitruvio, Plinio el Viejo y Leon Battista Alberti. Pinturicchio fue puesto en competencia directa con Ludio, pintor clásico magnificado por Plinio, y se convirtió en la estrella del renacimiento del estilo antiguo que en aquellos años influye cada vez más la producción artística en la órbita de la ciudad. Pinturicchio tenía que ser después de todo, uno de los primeros en visitar personalmente las "cuevas" que eran los redescubrimientos de la Domus Aurea y en la Volta Gialla del palacio de Nerón hay un grafiti sobre él, acusándolo de sodomía.

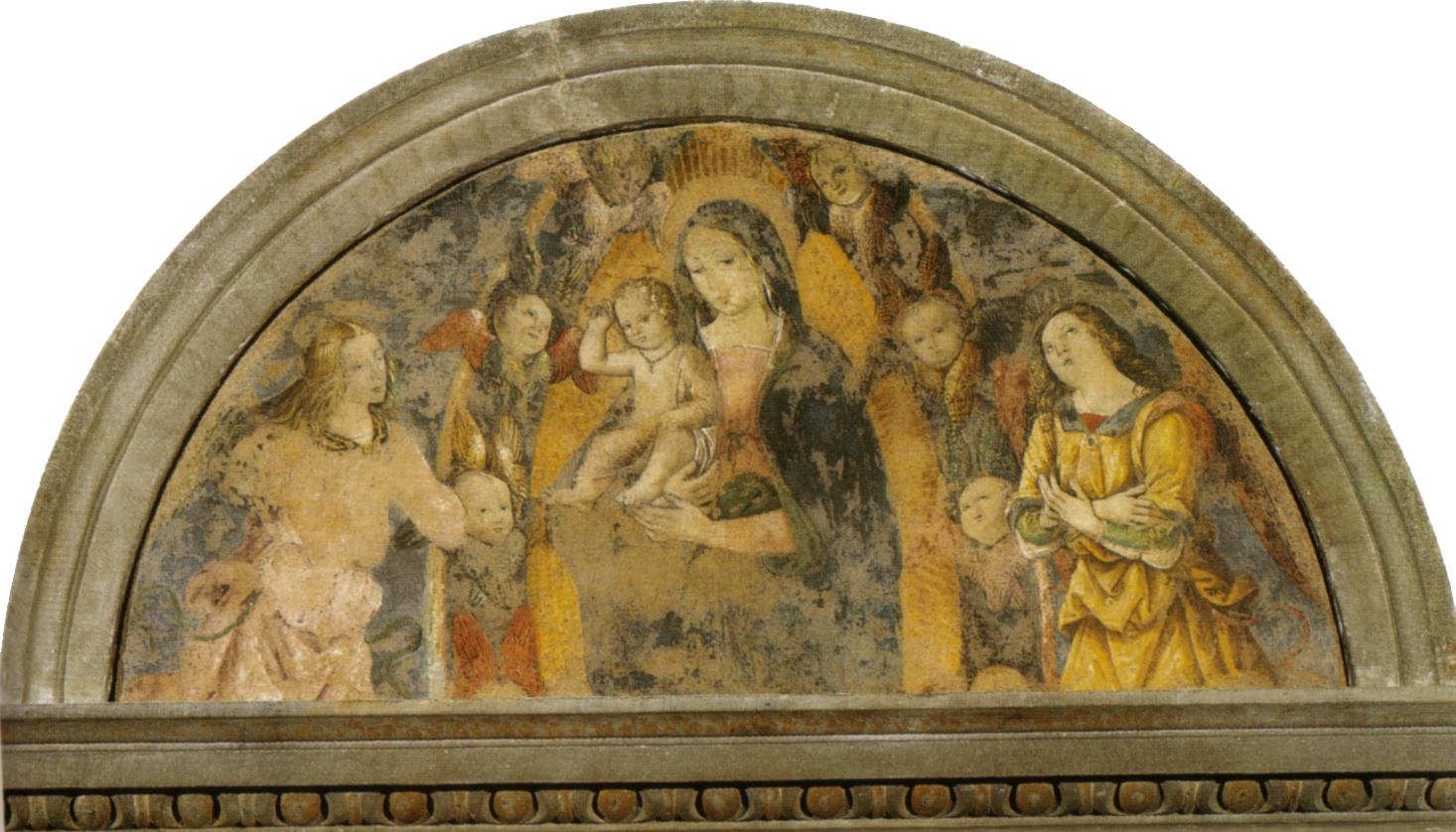
Pinturicchio, Madonna y niño con ángeles (1486), Palazzo dei Priori, Perugia

A continuación, el pintor Mantegna trabajó junto con los frescos perdidos en la capilla y su sacristía del Belvedere (1488-1490), destruida en el siglo XVII. La decoración de algunas habitaciones encima del patio de San Pedro y una tabla con Madonna, santos y el Papa para la capilla Lancia en la basílica de San Pedro en el Vaticano, que fue destruida en 1609.

### Regreso a Perugia

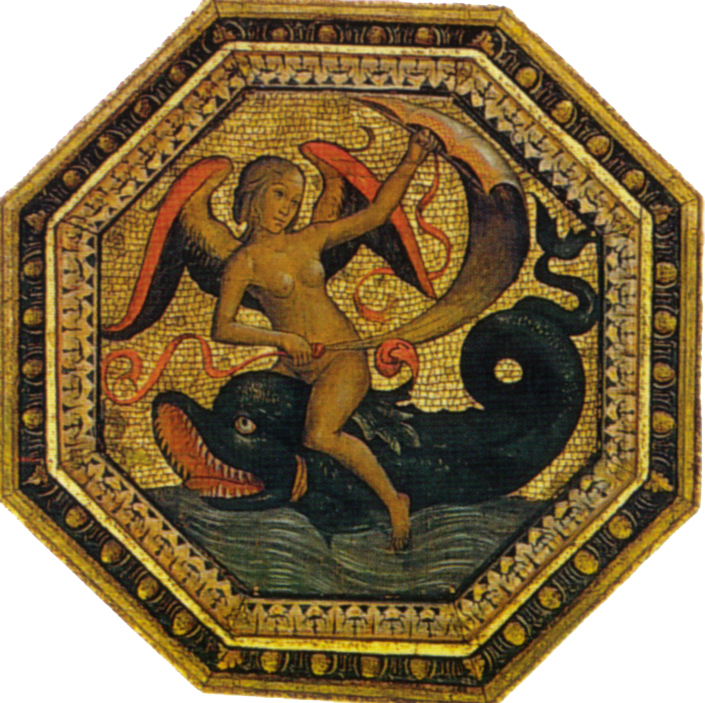
Pinturicchio, Alegoría de la fortuna, del techo de los semidioses (1490), palacio de las penitenciarías, Roma

Inmediatamente después de su inscripción en el Gremio de los pintores de Perugia (1481), Pinturicchio se fue a Roma, suspendiendo su relación con su ciudad natal, en la que regresó solo hacia 1485, lo que hizo que durante cierto tiempo hiciera frecuentes viajes entre Roma y Umbría. En 1485 pintó un "Pabellón del Sacramento" perdido para las monjas de Monteluce y en 1486 recibe un pago por una luneta del Palazzo dei Priori en Perugia, que generalmente se identifica con la Virgen con el Niño y dos ángeles en la sala de los Catasti, donde también se aprecia la mano de un colaborador, quizás Bartolomeo Caporali. Los dos pintores estaban seguramente vinculados por relaciones fiduciarias, como lo demuestra una delegación de Pinturicchio al segundo para representarlo en la Compagnia di San Giuseppe en Perugia en 1489.
Las cinco miniaturas con la Puertas de Perugia y los santos patronos, que datan de 1486, también pertenecen a esta fase.

### Trabajos para los Della Rovere

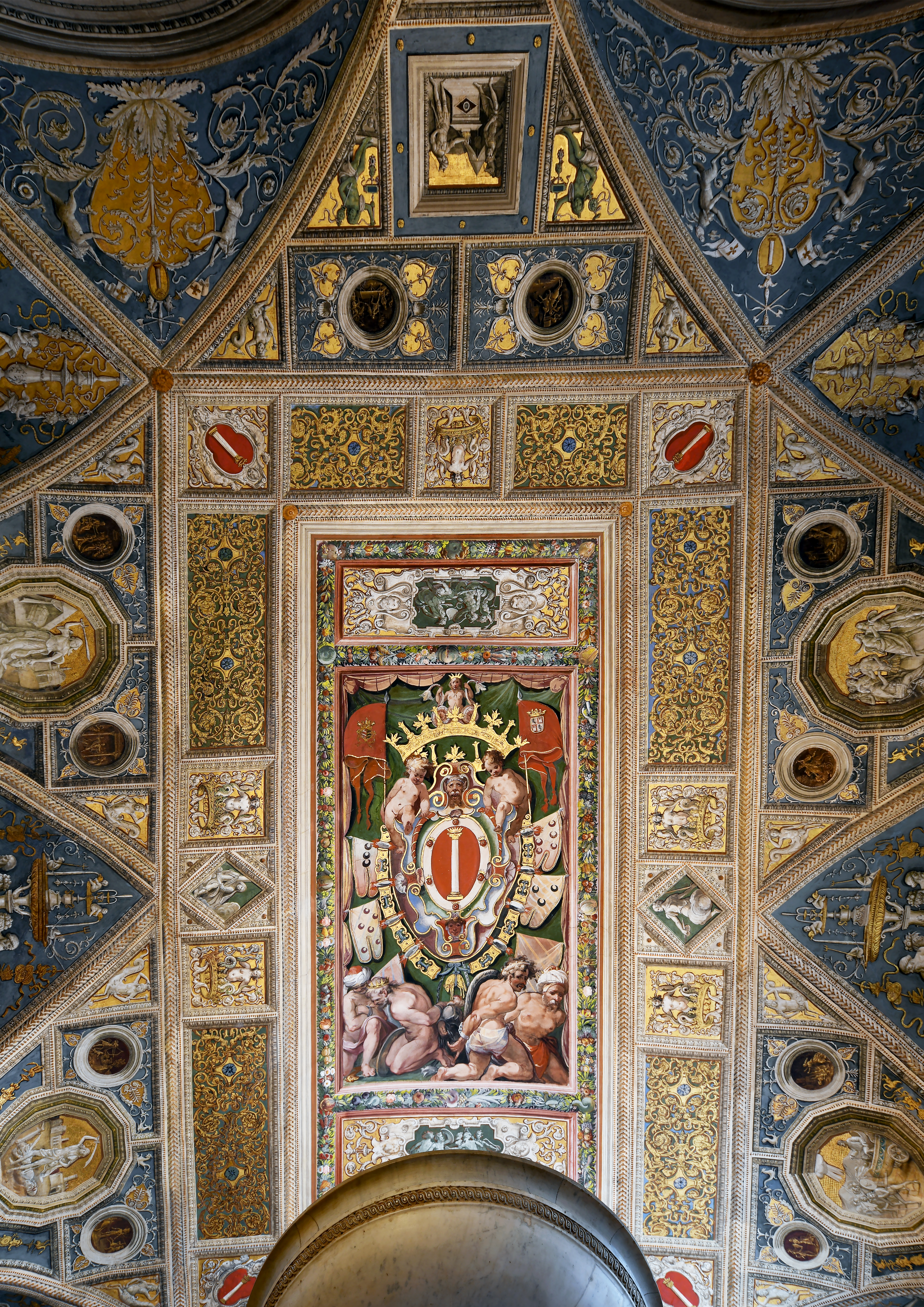
Los frescos en la Sala de la Fontana en el Palazzo Colonna, anteriormente de Giuliano della Rovere

Durante los años ochenta trabajó en los palacios de los Della Rovere. Para el cardenal Domenico pintó varias salas del edificio en Borgo, después llamado de la penitenciaría, hoy con vistas a Via della Conciliazione, entre los que destaca  el llamado techo de los semidioses. En esta obra, fechada en 1490, compuso un artesonado octogonal de madera dorada de 63 segmentos pintados con temas mitológicos y alegóricos. La riqueza de ideas iconográficas, la investigación anticuaria y la atención al detalle aquí se fusiona con habilidad típica del iluminador, explicando el uso de imágenes de tradición medieval en el Renacimiento.
Alrededor de 1485-1490 se le encargó la pintura al fresco con motivos decorativos de una habitación en la planta baja del Palazzo Colonna en la Piazza Santi Apostoli, en el momento  residencia del cardenal Giuliano Della Rovere, futuro Julio II. Es una serie de motivos con candelabros, marcos geométricos y escenas bíblicas y de la historia antigua sobre el fondo de falsos mosaicos dorados, y luego se completó en el siglo XVII por escenas de batalla en las lunetas. El efecto del conjunto encaja en el clima de la erudición anticuaria de los círculos de Della Rovere y Colonna, con citas precisas en las figuras de estatuas individuales o relieves antiguos visibles en Roma.

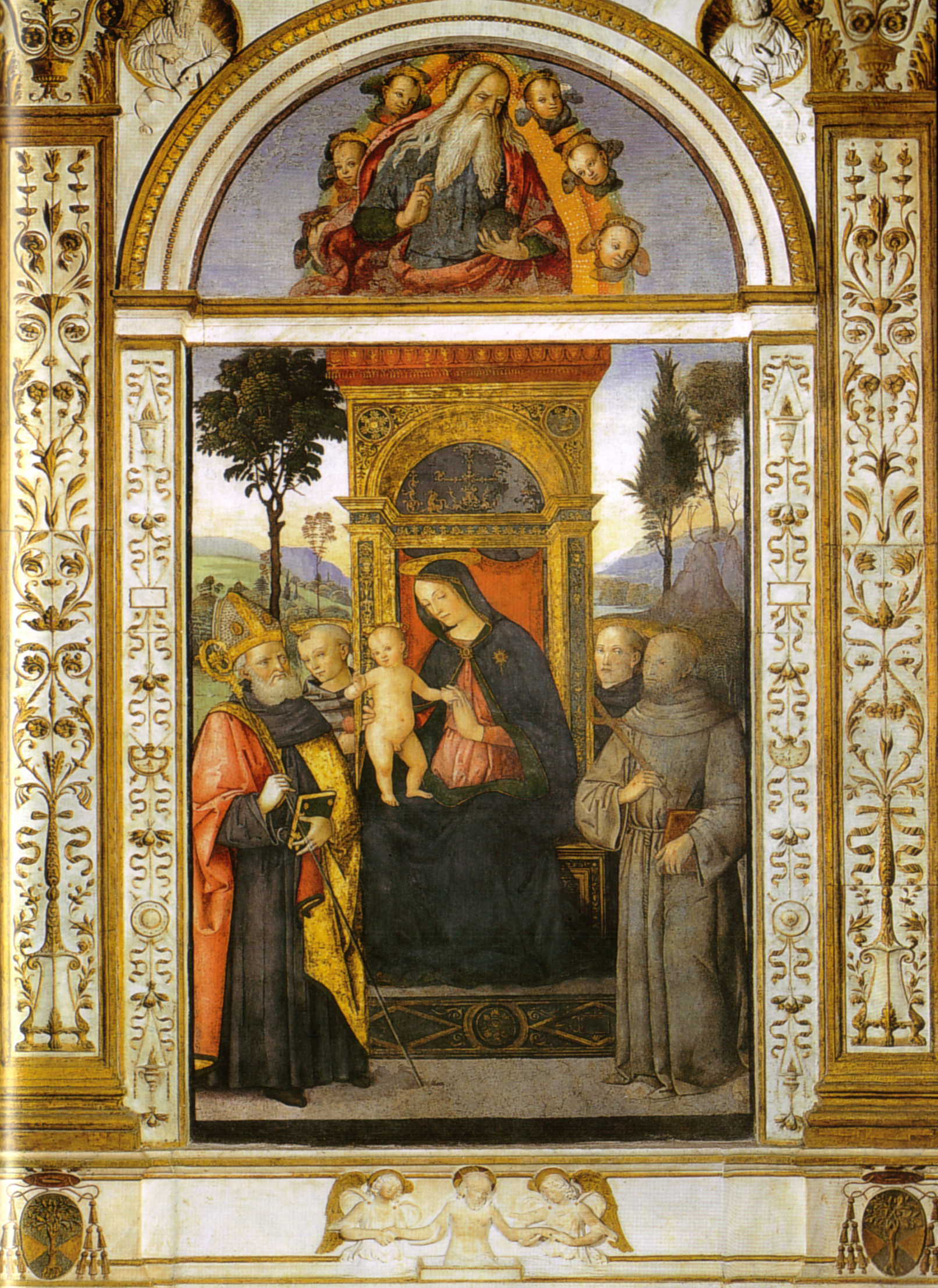
Pinturicchio, Madonna entronizada con Niño y santos, Capilla Basso Della Rovere (1484-1492)

### Las capillas de Santa María del Popolo
Con la reconstrucción de la basílica de Santa María del Popolo encargada por Sixto IV, Pinturicchio fue llamado a pintar varias capillas, tal vez cuatro, sin duda dos. Una es la Capilla del Presepio, del cardenal Domenico della Rovere, y otra la Cappella Basso Della Rovere. Si la atribución de estos dos ciclos de frescos es indiscutible, la datación es más problemática.
La primera tiende a situarse en 1488-1490, concomitantemente con las obras citadas en el palacio del cardenal, pero también hay quienes la sitúan antes de la Capilla Bufalini, en los años setenta o antes de 1482, ya que el epígrafe dedicatorio al cardenal no lleva el título de arzobispo de Turín, recibido en ese año. Para la segunda, las fechas oscilan entre 1484 y 1482.
La Capilla Della Rovere tiene un sistema más sencillo, con una serie de lunetas con Historias de San Jerónimo (en mal estado de conservación) y un retablo pintado al fresco con la adoración del niño, con un alto nivel de calidad, especialmente en la cabeza de la Virgen y el Niño. Cabe destacar la policromía grotesca en el fondo de oro amarillo en los pilares y en los antepechos de la ventana, con ricas invenciones iconográficas y caracterizados por una rapidez pictórica que se refiere a un estudio de la ductus compendiaria de la pintura imperial; enteramente atribuidas a la mano del maestro, que puso en práctica una audaz experimentación, y se encuentran entre los más exitosos del género.

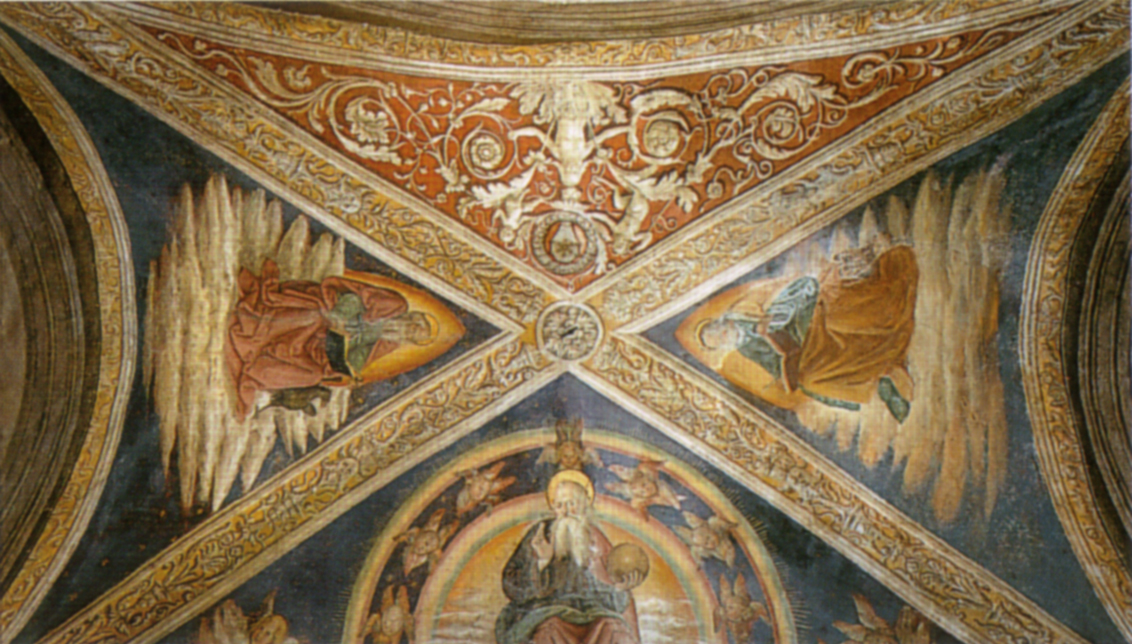
Pinturicchio, Bóveda de la Capilla Ponziani (1485-1490)

La capilla Basso Della Rovere tiene un compromiso más decorativo, un verdadero pórtico falso, un conjunto con columnas de pórfido con capiteles corintios dorados, que descansan sobre una base decorada con bancos y relieves ilusionistas en monocromo. Dos libros pintados, en perspectiva perfecta, descansan en uno de los asientos pintados, engañando al espectador. En las cinco lunetas pintadas hay otras tantas Historias de la Virgen, hoy muy deterioradas. En la pared del altar está el gran fresco con la Virgen entronizada con el Niño entre los Santos Agustín, Francisco, Antonio de Padua y un monje santo, con una luneta que muestra la bendición eterna y en otras dos paredes se puede ver el fresco de la Asunción de la Virgen y la tumba con el monumento funerario de Giovanni Basso della Robbia, coronado por una luneta con frescos con Cristo muerto sostenido por dos ángeles. En este trabajo es más evidente el uso de varios pintores, entre ellos el boloñés Amico Aspertini.
Pinturicchio en el mismo período también trabajó en un crucero de la Capilla Ponziani de Santa Cecilia en Trastevere, dividido en dos tramos con el Padre Eterno, los evangelistas y pergaminos en blanco y negro con los brazos de estuco. Los candelabros que se ejecutan en las costillas tienen fuertes lazos estilísticos con los ornamentos del Palazzo Colonna.

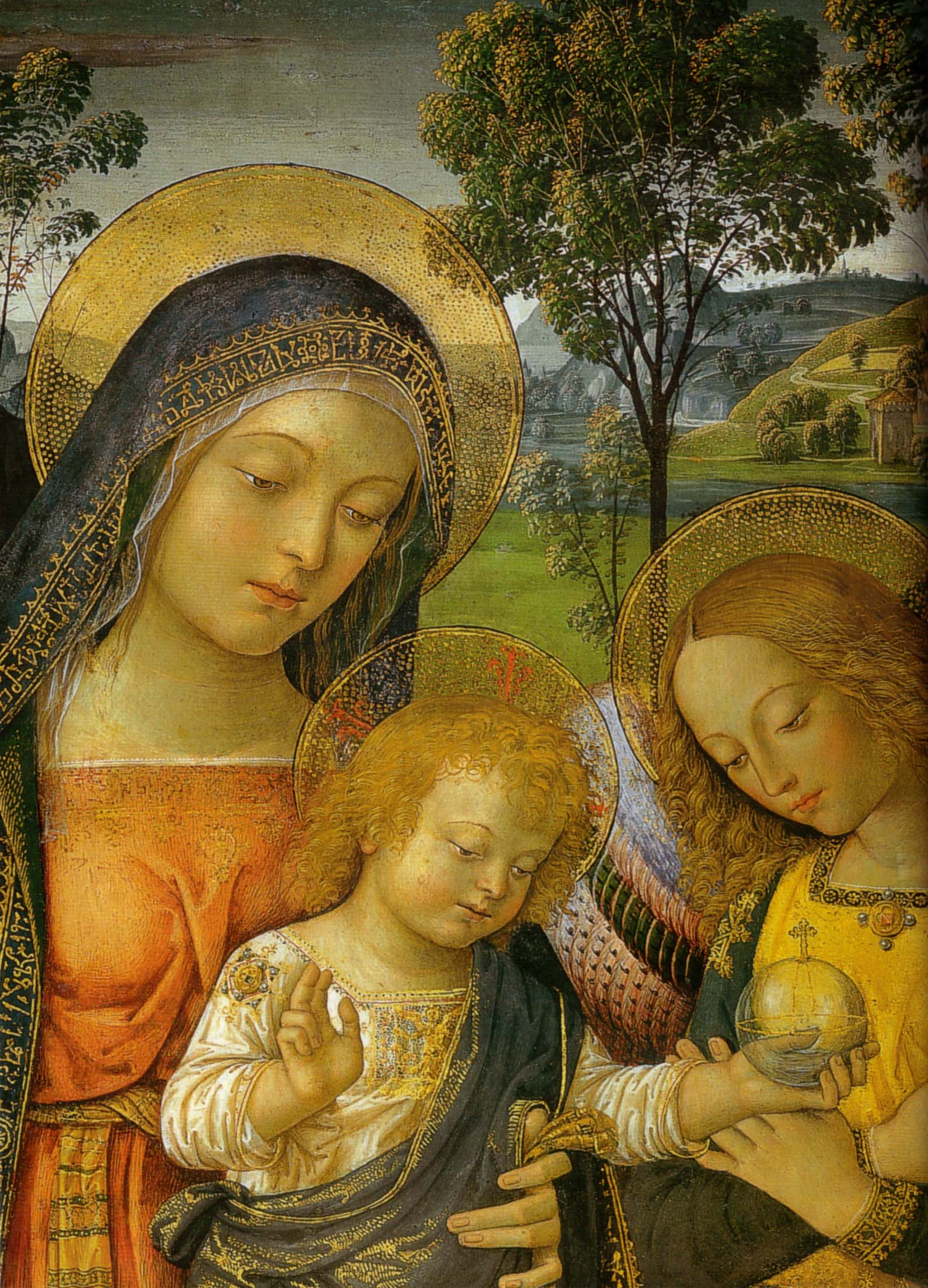
Pinturicchio, madonna della pace. 143x70 cm, San Severino Marche (detalle, hacia 1490)

## La Madonna della Pace y otras Madonnas
Hacia 1490 Pinturicchio pintó la imagen de Nuestra Señora de la Paz de San Severino Marche, en su totalidad trabajo original autógrafo pintado en Roma para Liberato Bartelli que lo envió a San Severino Marche, que da testimonio de la experiencia potencial y técnica expresiva alcanzada por el artista. La composición es compleja pero serena, las figuras en primer plano monumentales y plásticas, las caras de una belleza ideal, con una estudiada inclinación de las cabezas y los gestos. La pintura está meticulosamente ejecutada con decoraciones delicadas y ricas hechas con la punta del pincel, como el manto del niño que presenta un bordado perfectamente reproducido en el pecho y la llamarada reflejos de perlas establecidos en la manga. Deslumbrante es la profusión de oro, a menudo extendido en puntos que crean un polvo brillante muy sugerente.
Desde el prototipo de la Madonna di San Severino, de excelente calidad, derivan otras Madonnas siempre consideradas auténticas pero más sencillas, como la Virgen con el Niño que lee (Museo de Arte de Carolina del Norte en Raleigh), la Virgen con Escritura del niño (Philadelphia Museum of Art) datable entre 1494 y 1498. Otras Madonnas, como la de la colección Kress de la National Gallery en Washington, son consideradas derivaciones del taller.
En 1492 el artista fijó la fecha por primera vez, en una obra que nos ha llegado, en la Madonna del Latte hoy en Houston, una obra de gran refinamiento, casi miniaturista.

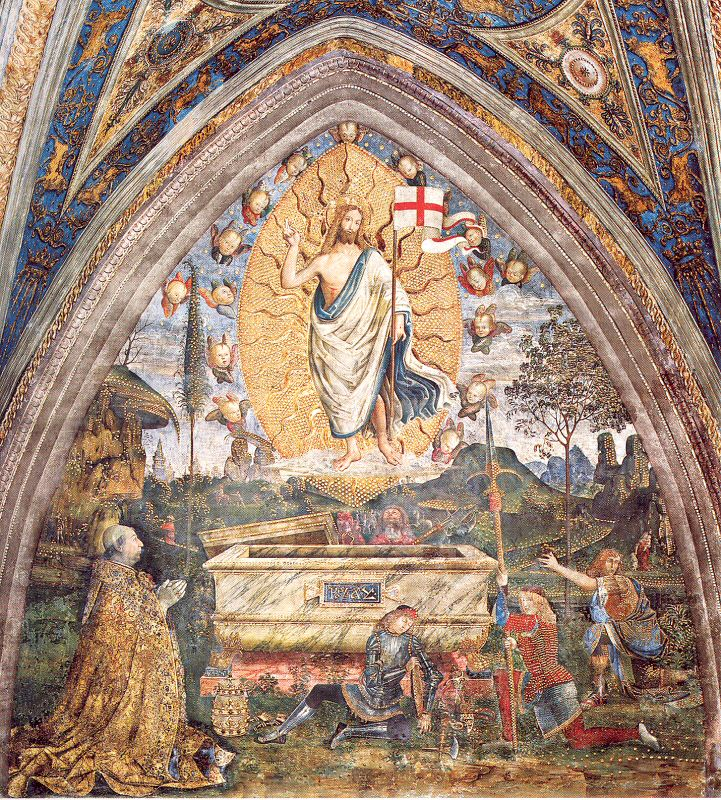
Apartamento Borgia, Resurrección de Cristo con el Papa Alejandro VI arrodillado (1492-1494)

## Al servicio del Papa Borgia
En los edificios de los palacios del Vaticano construidos bajo Nicolás V, el papa Alejandro VI, Rodrigo Borgia, tuvo que renovar y embellecer seis amplias habitaciones, tales Apartamentos Borgia, con la adición de una torre. Los trabajos de acabado de los interiores fueron confiados a Pinturicchio, que procedió con gran diligencia, gracias a un grupo de colaboradores articulado, a partir de otoño de 1492, y terminando, tal vez ya en su ausencia, en 1494. Fue la tarea más desafiante de la trayectoria del pintor, un proyecto de arte tan vasto y ambicioso unificado que no tiene precedentes en la Italia renacentista, con la excepción del ciclo de la Capilla Sixtina.
El resultado fue un tesoro de decoraciones preciosas y refinadas, con una sobrecarga de gusto dorado y grotesco en la que brillan constantemente reflexiones de oro en las paredes y techos, como la unión del patrimonio gótico internacional con un gusto por los adornados moriscos de los hispanos, vinculado al origen valenciano del cliente. En el programa iconográfico se fusionó la doctrina cristiana con constantes referencias al gusto arqueológico entonces en boga en Roma, y fue casi con toda seguridad dictado por los literatos de la corte papal. Los temas son más y menos tradicionales: además de profetas, apóstoles, las artes liberales y escenas de la vida de Cristo, María y los santos, se incluyeron motivos paganos, tomados de la mitología, destinados a la celebración alegórica del cliente. Emblemática es la repesca de las leyendas griegas-egipcias de Io / Isis y Apis / Osiris, donde la doble transformación de los protagonistas en animales se refiere a la heráldica de los Borgia y otros significados relacionados con la celebración del papa Alejandro como soberano pacificador en regla.

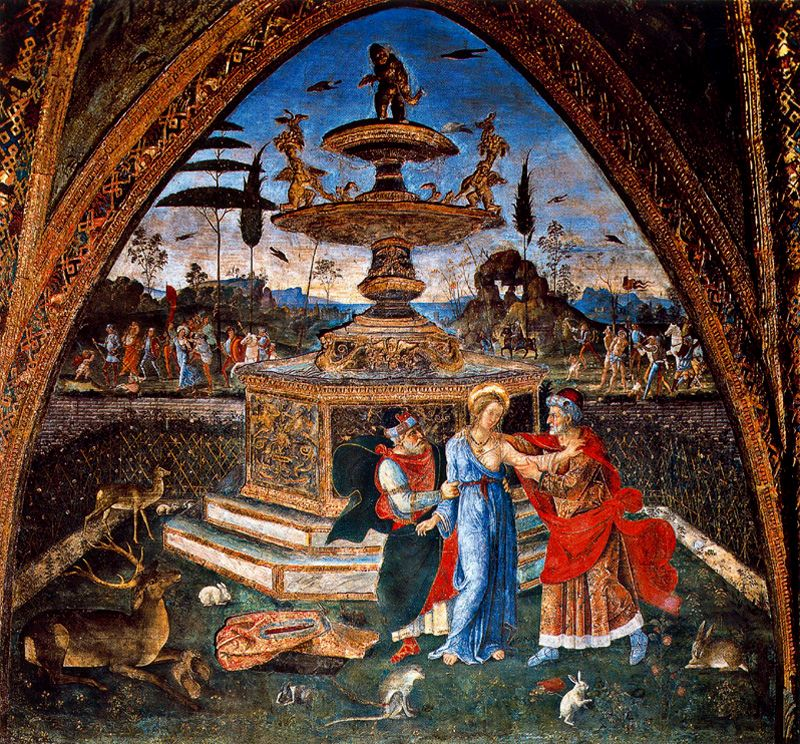
Apartamento Borgia, Susanna y los ancianos (1492-1494)

Entre los muchos maestros que trabajaron para la empresa fueron citados Piermatteo d'Amelia o uno de sus seguidores, el Pastura, Raffaellino del Garbo, Tiberio d'Assisi, Niccolo di Bartolomeo de Brujas, Morto da Feltre o Lorenzo Pietro Luzzo llamado Zarotto. Las piezas de autógrafas de Pinturicchio se concentran en el último cuarto, las llamados habitaciones secretas, reservadas solo para el Papa y sus íntimos, la Sala de los Santos y la de los misterios.
Inmediatamente después de la finalización del trabajo, o incluso antes, Pinturicchio regresó a Umbría para esperar más comisiones. Después de los acontecimientos turbulentos de 1495 con la invasión del ejército de Carlos VIII de Francia en Italia, el papa llama al pintor a Roma para nuevas empresas decorativas: la decoración de los espacios de la torre frente al Castillo de Sant'Angelo, completada en 1497 y completamente perdida debido a la destrucción del edificio. El ciclo mostraba en seis escenas la "crónica pintada" de los acontecimientos de 1495, revisada y corregida a la luz de una interpretación favorable a la política papal. Las escenas eran temas históricos contemporáneos inusuales, incluidos numerosos retratos de contemporáneos famosos, que fueron copiados en el siglo XVI para el museo de Paolo Giovio en Como, que a su vez fueron reproducidos en la Serie Gioviana de los Uffizi.
También Pinturicchio y su escuela habían decorado, según Vasari, en las estancias del Castillo de Sant'Angelo "grotescas" sin fin en las que el Papa también había colocado los azulejos esmaltados de Manises, pero se perdieron con los cambios del siglo XVII en la estructura.
En el período Borgia también se remonta a la Virgen de las fiebres, o la Virgen con Escritura del niño y un obispo de rodillas en el Museo de Bellas Artes de Valencia, enviado por el cardenal Francisco de Borja a la capilla de enterramiento de la Colegiata de Játiva, su ciudad natal.

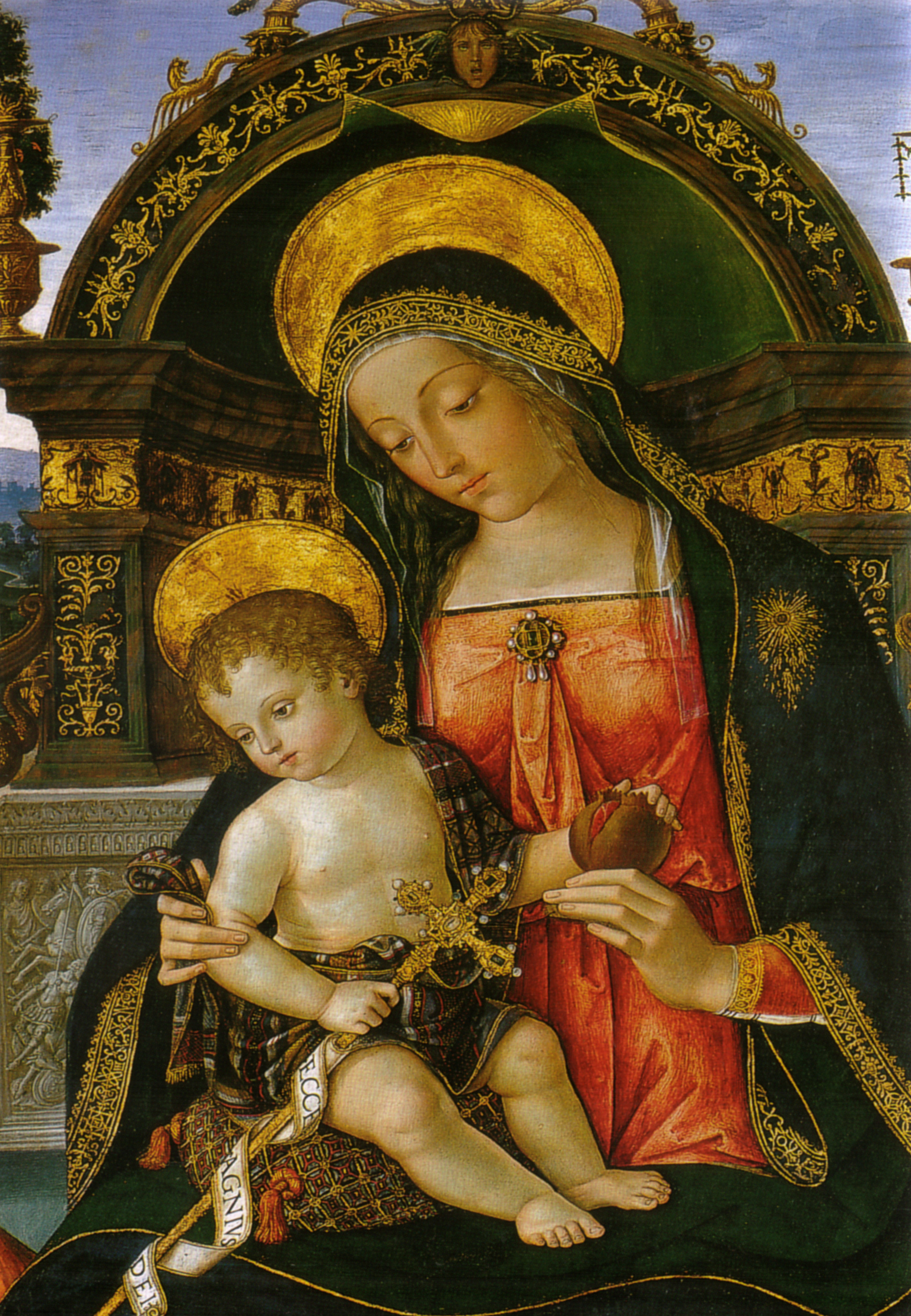
Altar mayor de Santa Maria dei Fossi (1496-1498), detalle

## Nuevos trabajos en Umbria
Durante su estancia en Roma, Pinturicchio siempre mantuvo relaciones privilegiadas con Umbría. En 1492 asumió el compromiso de pintar el coro de la catedral de Orvieto, pero finalmente tuvo que abandonar la empresa dejando uno de sus ayudantes, un tal "Ciancio de Pentoricchio", pintó un San Ambrosio y San Marcos con su diseño.

### Altar mayor de la iglesia de Santa Maria dei Fossi
Alrededor de 1494, cuando las obras en el Apartamento Borgia estaban terminadas o casi terminadas, Pinturicchio regresó a Perugia. Aquí 14 de febrero de 1496 firmó un contrato para pintar en un plazo de dos años, un monumental retablo de múltiples compartimentos para el altar mayor de la iglesia de Santa Maria dei Fossi en el que aparece un autorretrato. El trabajo, hoy en la Galería Nacional de Umbría, fue descrito minuciosamente en el contrato de asignación y una vez que se realizó fue ampliamente elogiado, incluso en los siglos siguientes. Sin embargo fue desmembrado con las supresiones napoleónicas y fue reconstruido solo en 1863, con la separación de la tarima y sin pilares. El trabajo fue el prototipo de varias Madonnas de esos años.

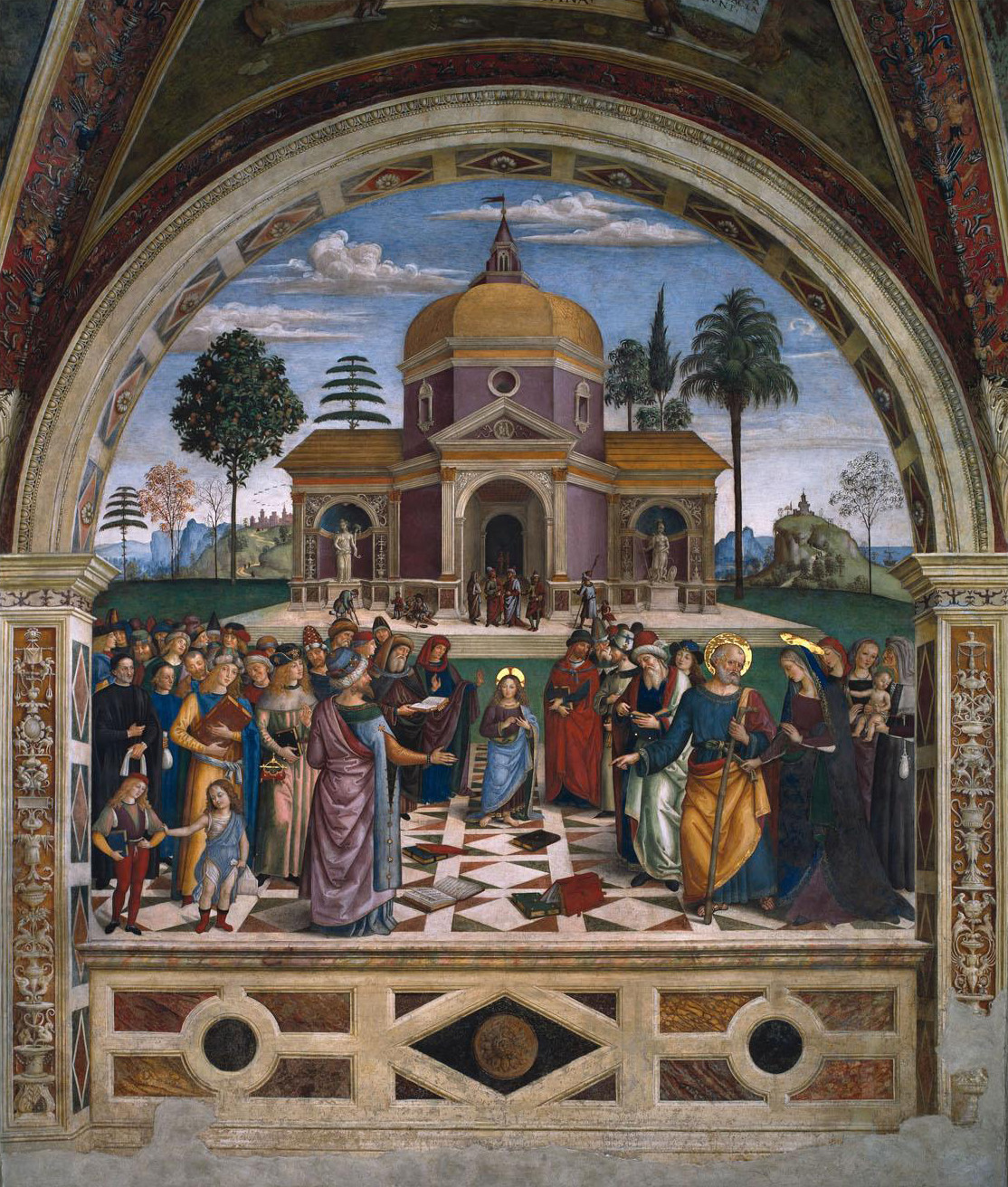
Pinturicchio. Spello. Capilla Baglioni, Disputa de Jesús con los doctores (1500 circa-1501)

En 1497 pintó los frescos de la Capilla del obispo Eroli en la catedral de Spoleto, encargados por el obispo Constantino Eroli (Madonna y el Niño con los Santos y el bisel de la bendición de Eroli por Dios con los ángeles), ahora muy dañado, pero interesante por su animado gusto anticuario, nuevo para el área de Umbría.
En 1500 pintó el adornado San Agustín entre los flagelantes, para la cofraternidad homónima de Perugia.

### La capilla Baglioni
El último trabajo antes de partir de Umbría fue el importante ciclo de frescos con Historias de María y la infancia de Jesús de la Capilla Baglioni en la iglesia de Santa Maria Maggiore en Spello, concluida en 1501. Destaca la Anunciación, tomada ilusionísticamente, en el que también está el autorretrato del pintor, y la Disputa con los doctores, donde reutilizó el tema del espacio urbano dominado por un majestuoso edificio con un plano central, como en la capilla de Bufalini, inspirado por la Entrega de las llaves de Perugino.
Mientras trabajaba en Perugia en un retablo con la Coronación de la Virgen para la iglesia de Santa Maria della Pietà en Castel della Fratta (hoy en la Galería del Vaticano) tuvo que recibir otras comisiones, ya que de hecho dejó la obra a Giovanni Battista Caporali (1505).

### Paso por Roma

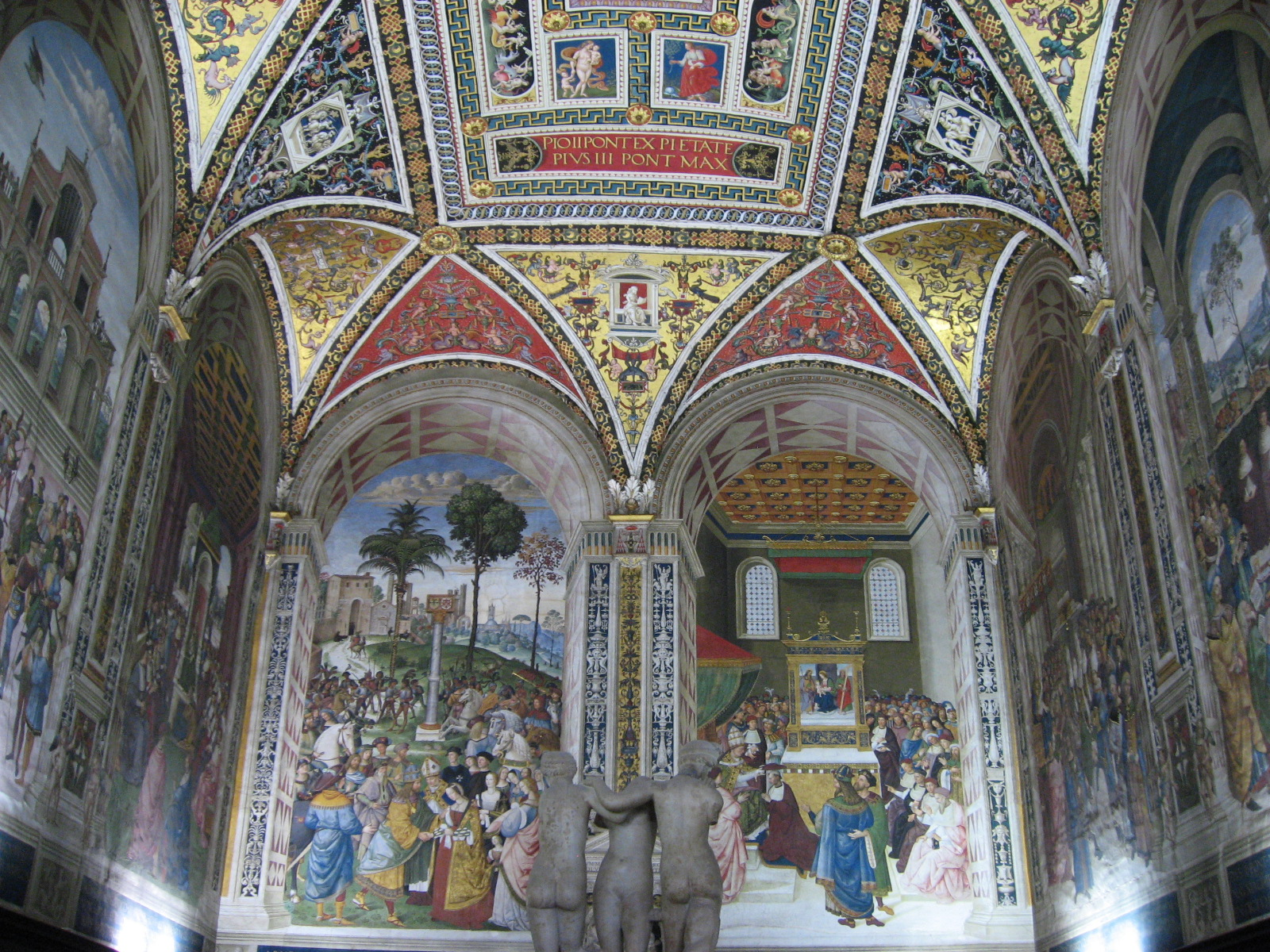
Interior de la Biblioteca Piccolomini (1502-1507 / 08)

En 1502, Pinturicchio se preparaba para abandonar Umbría y dictó su última voluntad, mencionando a su esposa Grania y una hija, Clelia. Antes de ir a Siena, donde le esperaba la importante comisión de la Biblioteca Piccolomini, regresó a Roma, donde volvió a trabajar en la Basílica de Santa Maria del Popolo, pintando para su cardenal Raffaele Riario doce lunetas en el claustro hoy destruido. Representaban las Historias de Jesús, de la Virgen, una Conversación Sagrada y una Virgen de la Misericordia, todas las cuales se perdieron en 1811. Una reproducción de F. Giangiacomo y dos fragmentos de una Adoración de los Magos, que están en la colección Chigi, permanecen. Ellos testifican la hermosa ejecución pictórica con la intervención directa del maestro.
Tal vez se pueda contar con esta breve estancia romana en la página miniaturizada del Crucifijo con los dolores en la Biblioteca del Vaticano (Barb. Lat., 614. c.29).

## Periodo de apogeo en Siena a partir de 1502

### La Biblioteca Piccolomini de Siena
El cardenal Francesco Piccolomini Todeschini (más tarde Pío III), obispo de Siena, confió a Pinturicchio decorar un espacio de la Catedral de Siena, llamado Biblioteca Piccolomini, destinada a recibir la biblioteca de Enea Silvio Piccolomini (Pío II) y perpetuar el recuerdo de su vida.

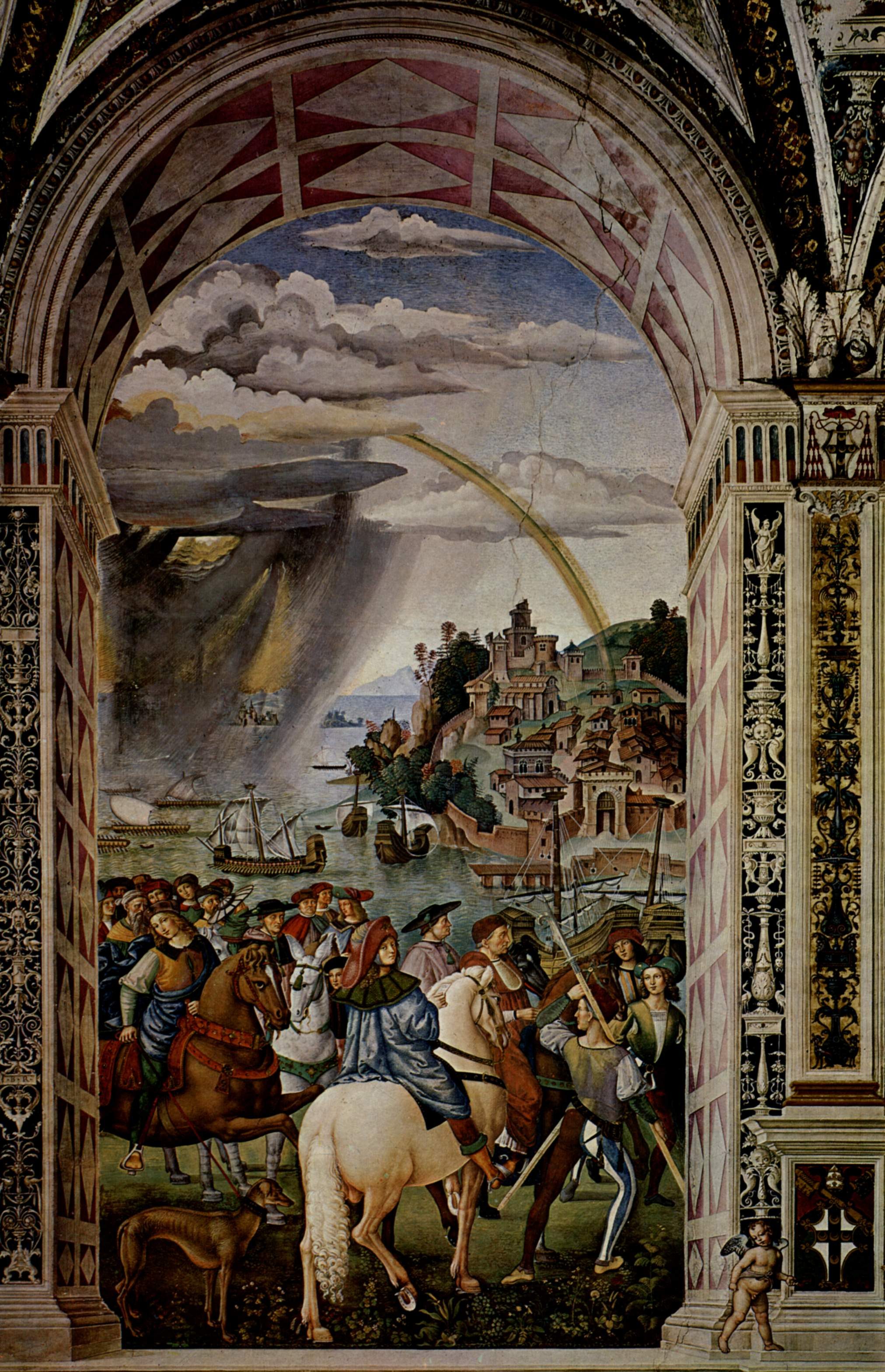
Partida de Eneas Silvio Piccolomini al Concilio, fresco, Siena, Biblioteca Piccolomini

El contrato se firmó 29 de junio de 1502 y en 1503 se iba a ejecutar la primera fase, pero en esa fecha el cliente fue elegido Papa Pío III aunque todavía los adornos en su escudo de armas aparecen con el sombrero del cardenal. Para esta fecha, las dos ventanas grandes tenían que estar listas. El Papa murió diez días después, el 10 de octubre, lo que causó que el trabajo se detuviera. El pintor se dedicó así a otras tareas, pero permaneció en Siena.
Las historias de Pío II se reanudaron alrededor de 1505, probablemente con un nuevo contrato firmado por los herederos, del cual no hay rastro. En 1507 la obra debió ser terminada, ya que en esa fecha el pintor comenzó a aceptar otras comisiones de Umbría, mientras permanecía en la ciudad toscana. Entre los muchos ayudantes empleados en la empresa también tenían que estar el entonces conocido pintor boloñés Amico Aspertini y el joven Rafael, lo que demuestra la relevancia de la firma, cruce de los principales caminos artísticos de la Italia central de esos años.
De hecho, ahora está establecido que Pinturicchio en la fase de diseño contó con la colaboración de un pintor proveniente del taller de Perugino que era el joven Rafael. Vasari escribió en la vida Pinturicchio que el estudiante había pintado "algunos" dibujos, mientras que en la biografía de Rafael se contradice y le da la asignación de los bocetos y dibujos de "todas las historias." Uno de estos esbozos se mantuvo en Siena en el momento de la visita del escritor de Arezzo, mientras que otros bocetos se conservaron en el libro de dibujo personal de Raphael. Hoy en día la crítica tiende a reconocer, después de la resistencia inicial, algunos dibujos (Ashmolean Museum, Uffizi y Louvre) de la mano de Rafael con respecto a esta empresa.
Esta vez, inspirado en la Bóveda de oro y la bóveda de estuco de la Domus Aurea, marcó uno de los más complejos ejemplos de reinvención de temas antiguos en esos años, en el nombre de un verdadero renacimiento, en contraste con la erudición engañosa y la fantástica evocación de primer cuattrocento. Las paredes están divididas en diez arcos con un marco común de arquitectura pintada, y tienen como tema la vida de Pío II, a partir de la biografía de Giovanni Antonio Campano y los comentarios escritos por Enea Silvio mismo.
La ejecución del fresco es atribuida definitivamente a Pinturicchio y sus ayudantes (incluyendo quizás Girolamo del Pacchia y Giacomo Pacchiarotto), ya que a partir de 1504 Rafael ya estaba en Florencia, después de una breve estancia en Siena con fecha de 1502 a 1503, después de un probable viaje a Roma.

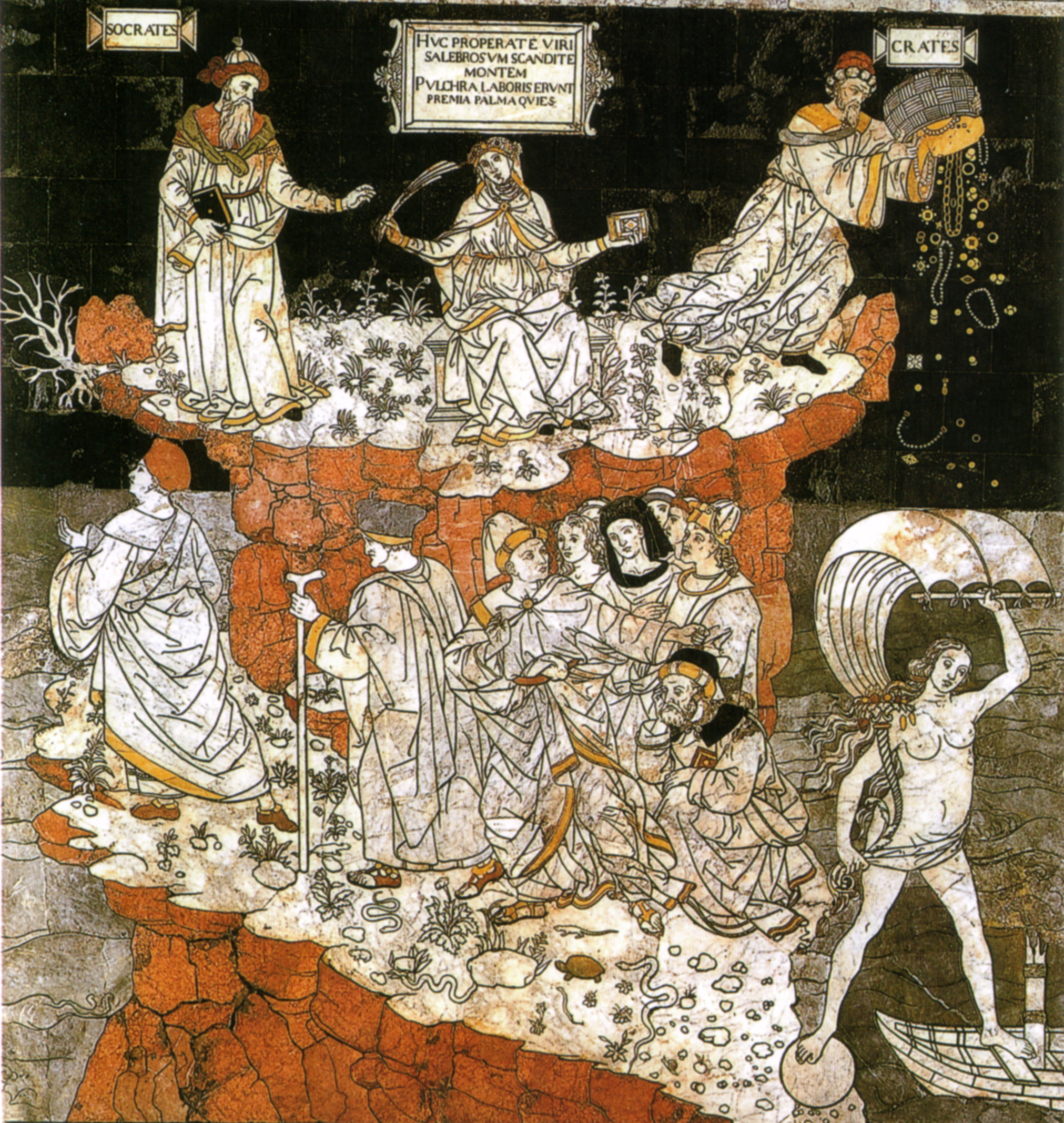
Pavimento di siena, Allegoria del colle della sapienza. Pinturicchio

### Otras obras para el Duomo de Siena
La interrupción de la obra causada por la muerte del Papa en octubre de 1503, hizo que Pinturicchio aceptara otras tareas, en primer lugar encargadas por los propios Piccolomini. Andrea Nanni Piccolomini le encargó, también para la catedral, un fresco de la coronación de Pío III, su hermano, un trabajo que duró hasta 1508. En 1504 pintó un retablo encargado por Giacomo Piccolomini para la iglesia de San Francisco, el cual ardió en un incendio junto con otra de sus tablas en la misma iglesia, datable hasta 1513 y pintada para la familia Sergardi.
También en 1504, a petición del arquitecto de la catedral Alberto Aringhieri, Pinturicchio pintó ocho paneles con Historias de San Juan Bautista para la capilla de San Juan, donde se guardaba la reliquia del brazo derecho del santo, obtenida por Pío II en Morea.
Finalmente ha participado en la larga y extraordinaria hazaña de los mosaicos del suelo de la catedral, dando el boceto de las historias de la fortuna, por el que le pagaron el 13 de marzo de 1505. Entre los antiguos filósofos Sócrates y Crates, que tira en el mar oro y joyas, está en la parte superior la figura alegórica de la Quietud o sabiduría, menor es el camino estrecho de la virtud, atravesado por varios caracteres, a la derecha está la fortuna, en equilibrio inestable, con un pie en una bola y otro en un barco, un símbolo de la abundancia y una vela, perteneciente al mástil roto de la nave, sobre el cual descansa un pie,  símbolo del éxito infeliz.
En Siena Pinturicchio llegó a obtener una posición económica considerable (hay varias escrituras de compra y venta de casas y terrenos) y se extendió su familia: la hija mayor Clelia, fue madre de los niños Hadrian, Faustina Girolama, Egídia (o Gilia), Julio César Camillo Giuliano. Los nombres clásicos de gran resonancia dan testimonio de las ambiciones literarias y humanísticas cultivadas por el pintor. Curioso es un documento fiscal, del 7 de marzo de 1507, en el que el pintor pide la exención del pago de derechos e impuestos trentenales, invocando el ejemplo de la historia romana, cuando los pintores estaban protegidos "Doppo le orientali victorie et doppo le expugnatione delle Grece città ".

### Comisiones de Umbría

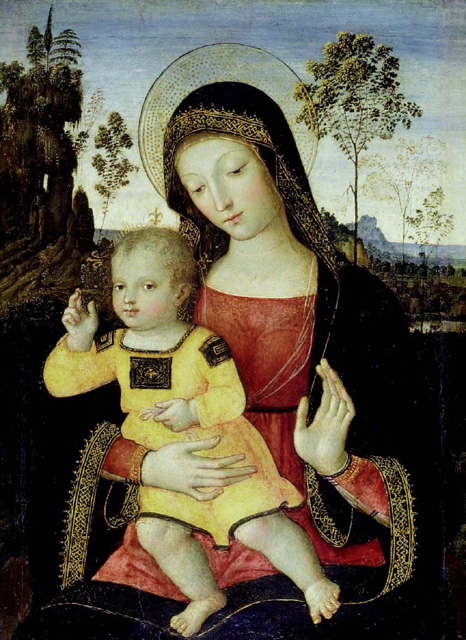
Virgen con niño, Ashmolean Museum

Durante el período de interrupción del trabajo en la Biblioteca Piccolomini también recibió encargos de Umbría, en particular para una serie de retablos en los que su trabajo está a menudo limitado al dibujo, y luego se completaba por sus colaboradores. Un ejemplo es la coronación de la Virgen para la iglesia de Santa Maria della Pietà de Fratta en Umbertide (ahora en la Pinacoteca Vaticana), compuesto según esquemas típicamente de Umbría, con la escena sagrada en una almendra en la parte superior y un grupo de apóstoles y santos en la inferior, dominada por el paisaje, donde podemos reconocer algunos círculos concéntricos alrededor de la figura central de San Francisco de Asís, santo franciscano de la orden que había encargado el retablo. La pintura fue quizás realizada por Giovanni Battista Caporali y quizás contribuyó a los diseños Rafael que estaba en el taller de Siena en 1503, con los santos Bonaventure y Ludovico reconocibles en algunos de sus dibujos en el Louvre.
Incluso la Madonna entronizada con los santos de la Iglesia de San Andrés en Spello fue un trabajo de colaboración, realizado entre 1506 y 1508 seguramente de Eusebio da San Giorgio y Giovan Francesco Gianbella llamado el Fantasía, aunque parece que el san Juan y la naturaleza muerta del centro son obra del maestro, que inserta con complacencia una carta a sí mismo en la que el obispo de Siena exigía su regreso a la ciudad a trabajar para Pandolfo Petrucci.

### Al servicio de Pandolfo Petrucci

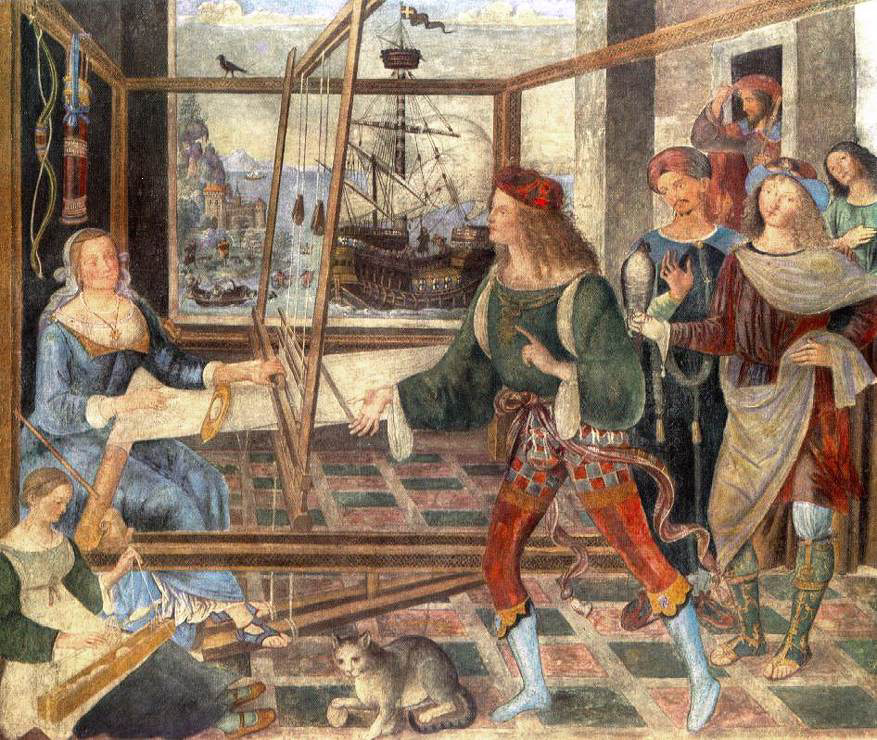
Pinturicchio, Regreso de Ulises, 1509

La oportunidad de mostrar todo su conocimiento del mundo clásico le fue ofrecida por el señor real de la ciudad, Pandolfo Petrucci, que organizó una empresa decorativa extraordinaria en su palacio en Vía de Pellegrini, el más importante de su tipo no solo en Siena, sino en toda Toscana. En la decoración de la sala principal se reclutaron a los mejores artistas de la ciudad, que completaron la empresa en 1509. La sala, casi cuadrada (674x629 cm), estaba decorada con ocho escenas en las paredes y un techo con compartimentos, donde los temas mitológicos se inspiraron en el contorno de la Bóveda Dorada de la Domus Aurea. Las pinturas fueron completadas por una estructura de madera alrededor de las paredes tallada por la famosa ebanistería de los Barili y azulejos de mayólica en el pavimento.
Los eventos posteriores, comenzando con la expulsión de Siena del hijo de Pandolfo, Borghese Petrucci, poco después de la muerte de su padre en 1512, llevaron a la dispersión progresiva de la decoración. Hoy en día el techo se reconstruye en el Museo Metropolitano y los frescos, en que también participaron Luca Signorelli y Girolamo Genga, se encuentran dispersos en varios museos, incluyendo un par de Pinturicchio, incluyendo el Regreso de Ulises en la Galería Nacional de Londres. Esta escena contiene significados relacionados con los acontecimientos políticos de la época y la historia personal de los patrocinadores que simbolizan los peligros pasados en Siena a manos de César Borgia, a punto de conquistarla, y Ulises / Pandolfo Petrucci, que regresó del exilio, anticipado por su hijo Borghese / Telemaco, como de hecho ocurrió en 1503.  La perspectiva está bien proporcionada, con el marco en escorzo y las grandes figuras que denotan la monumentalidad alcanzada por Pinturicchio en su última etapa artística. A pesar del daño a la superficie pintada, muchos detalles son extremadamente precisos, como el arco y la aljaba de Ulises colgando del marco del telar, las joyas y las prendas preciosas, o el naturalismo vivo, como la doncella y el gato jugando con la pelota en el primer plano. La factura tiene curiosas reminiscencias de su contemporáneo veneciano Vittore Carpaccio aunque no se puede establecer que tuvieran mutuo conocimiento.
Entre las obras de Siena sobre tabla se destacan a continuación el tondo con la Sagrada Familia con el niño San Juan, por la composición rítmica, y la Madonna de la granada, inspirada en la Ancona dei Fossi, los dos en la Pinacoteca Nazionale di Siena.

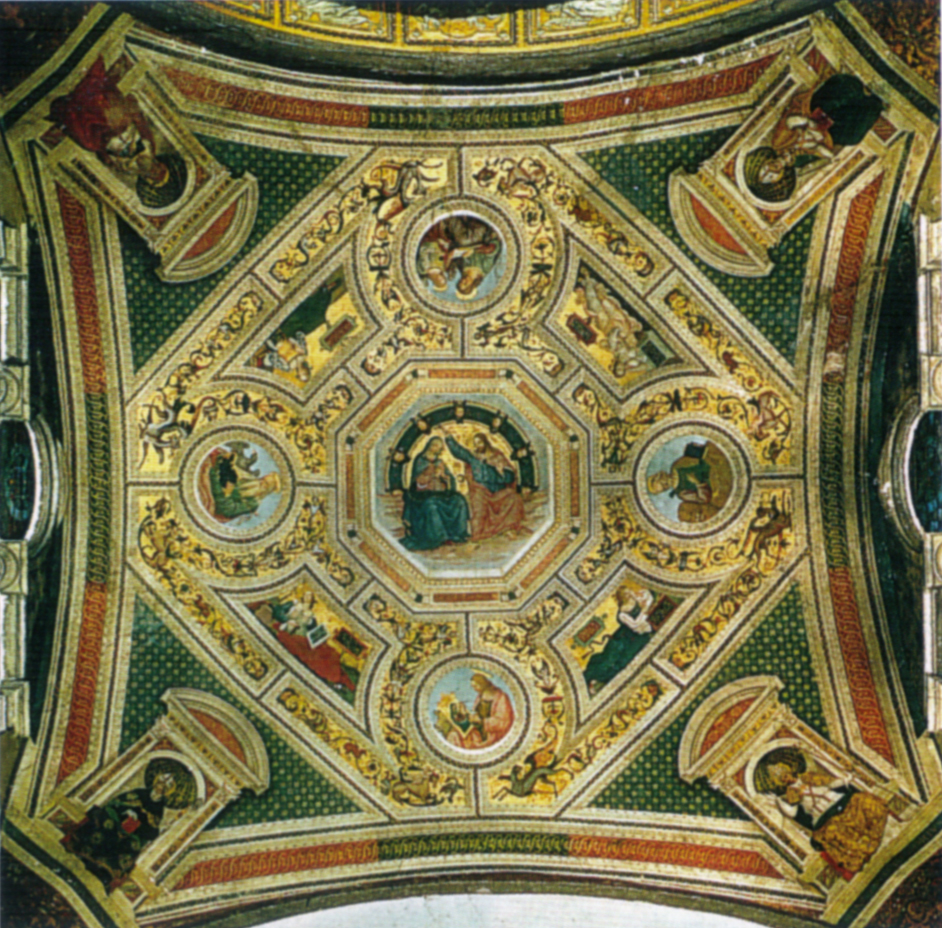
Pinturicchio, Bóveda del coro de Santa Maria del Popolo 1509-1510

## Últimos trabajos
La última asignación importante de Pinturicchio fue en Roma y nuevamente en Santa Maria del Popolo. De hecho, fue llamado para pintar el fresco de la bóveda del coro por el propio Julio II. La obra se terminó en 1510, pero es posible que el pintor se encontrara en Roma desde 1508, cuando Giovanni Battista Caporali, en su comentario sobre Vitruvio, recordó una cena que reunió a él, Pinturicchio, Perugino y Signorelli en casa Bramante.

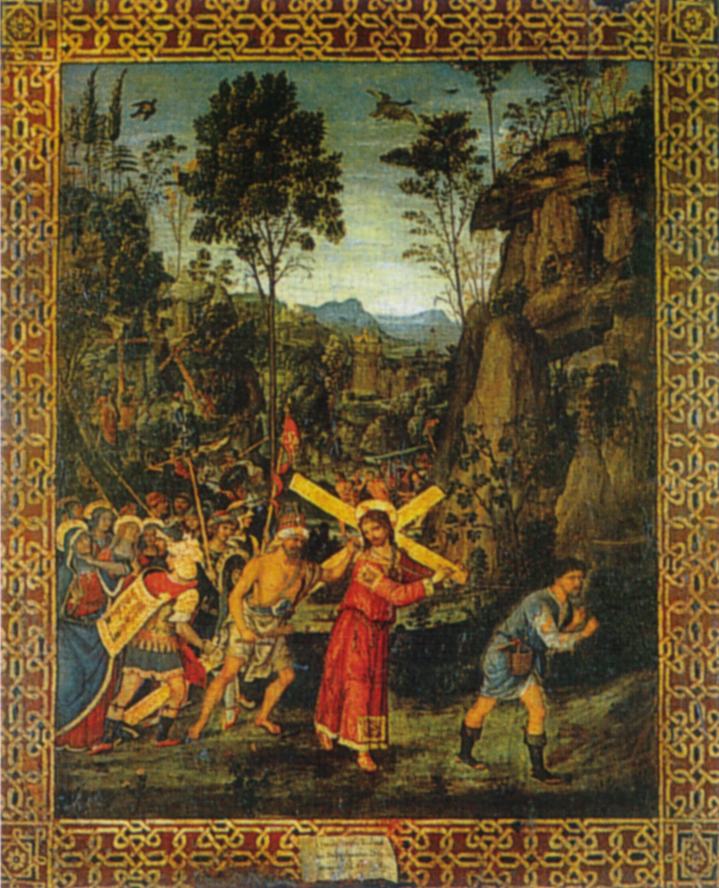
Pinturicchio, Camino del calvario, 1513, 51x42,5 cm, Isola bella, Collezione Borromeo

La bóveda del coro, con doble cuadrado, se inspiró en la Villa Adriana, perpetuada por un diseño de Giuliano da Sangallo y la combinación de una zona central de dos dimensiones, las zonas casi arcaicas, laterales con tronos en fuerte proyección illusionistica se encuentra también en los primeros dibujos de Miguel Ángel para la bóveda de la Capilla Sixtina (1508, conservados en Londres y Detroit), siendo testigo de la continua actualización del Pinturicchio a la última novedad. Entre los colaboradores en esta última empresa romana deben haber estado Pastura, Caporali y tal vez el umbriano Giannicola di Paolo Manni, asistente también de Perugino.
La última obra monumental documentada de Pinturicchio es la Virgen en la Gloria con los Santos Benito y Gregorio Magno, que data de 1510-12, para los Olivetanos de la iglesia de Santa Maria di Barbiano en San Gimignano, en la actualidad en el museo local de la ciudad. La tabla presenta a la Virgen encerrada en una almendra compuesta de cabezas de ángeles; en primer plano, de rodillas, mirando hacia la Virgen, vemos a San Benito y San Gregorio. Es una obra en gran medida autógrafa donde el refinamiento de la técnica del Pinturiccio es reconocible, decorado por un marco de madera del famoso tallador olivetano Fra Giovanni da Verona.
El éxito de la obra tuvo que darle otra comisión de los Olivetanos, la Asunción de la Virgen retablo ahora en el Museo di Capodimonte, para la iglesia de Sant'Anna dei Lombardi en Nápoles: es una obra de muy buena factura, que se ejecutó en parte con la ayuda de Eusebio da San Giorgio.
Entre los últimos trabajos realizados por el pintor se encuentra la tabla con el Camino al Calvario, fechado en 1513, hoy en las colecciones Borromeo en Isola Bella. El trabajo de un sabor miniaturista, bordeado por un brillante marco, presenta un pergamino pintado con la inscripción "Esta es la obra de Pinturicchio de Perugia M.CCCCC.XIII", aunque el estilo general se refiere más a las pinturas de los años noventa, como las figuras esbeltas de la Bóveda de Isis y Osiris en los Apartamentos Borgia, la composición un poco forzada, la exuberancia decorativa, hace que algunos hayan especulado que podemos hacer frente a una obra que siguió al pintor hasta su muerte cuando reescribió la fecha.

## Muerte

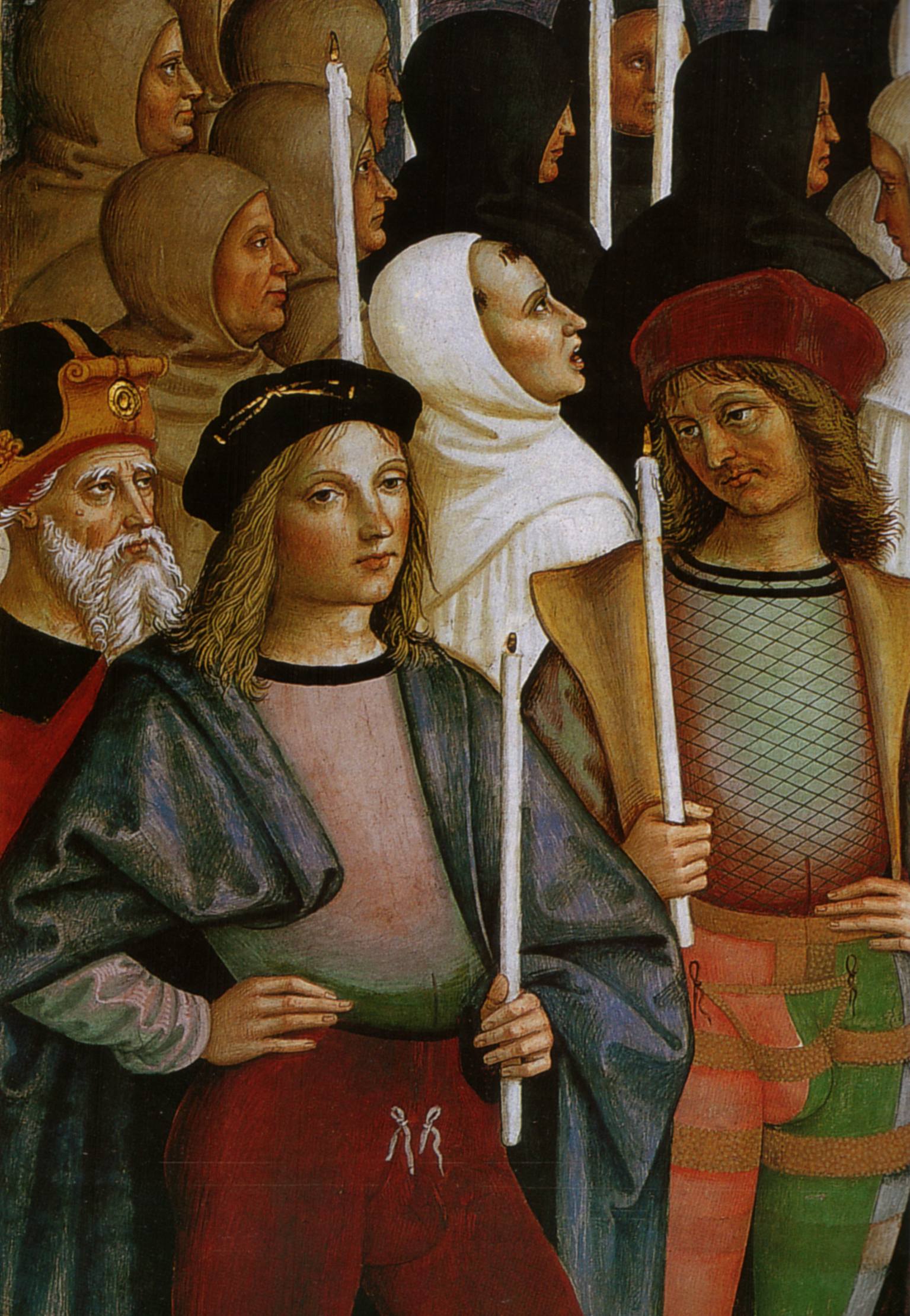
Pinturicchio, Supuestos retratos de Rafael y Pinturicchio, Biblioteca Piccolomini, Siena

Vasari, poco indulgente en su biografía de Pinturicchio, informa de un último rumor sobre su carácter codicioso y extraño, según el cual, cuando se quedó con los frailes de San Francisco, en Siena, pidió con insistencia trasladar a su celda un viejo arcón, que se rompió en el traslado revelando un tesoro de quinientos ducados de oro, que, por lo tanto, fue a parar a los hermanos y llenó al pintor de un arrepentimiento tan agudo que lo condujo a la muerte. La anécdota no está bien fundada, pero es un testimonio de la amargura de los últimos años de su vida: rico, pero solo, abandonado por su esposa infiel, de la que fue conocido que lo engañó con Girolamo di Polo llamado Paffa, y olvidado por sus cinco hijos.
El 7 de mayo de 1513, debilitado por la enfermedad, dictó su última voluntad, modificándola en octubre a favor de su esposa. Ella, que había dado a su hija Clelia para casarse con su amante, solo permitía a algunos próximos acercarse al marido enfermo, como lo recuerda su biógrafo Sigismundo Tizio, rector de la parroquia de los Santos Vicente y Anastasio en cuya circunscripción vivía Pinturicchio. En esa iglesia, oratorio del distrito de Istrice, fue enterrado sin honores y recuerdos, mientras que una inscripción que lo recuerda data de 1830.

## Suerte crítica
Las críticas a las obras de Pinturicchio fueron alternas, a veces eran muy amadas, otras muy criticadas. Tal vez en Roma, pasado el favor de los Borgia, pudo perderse en las innovaciones artísticas tumultuosos de la apertura del siglo XVI, pero fue rodeado de la aprobación general en Siena: testigo de ello es la respuesta de los Ufficiali di Balia a su solicitud de exención del pago de aranceles e impuestos, que le fue otorgada llamándolo "un excelente maestro", con grandes méritos de utilidad pública. 
A pesar de ser popular entre los poderosos de su tiempo, la literatura artística le dejó mucho tiempo en la sombra, a partir de la influencia de Vasari, que en Las Vidas lo describió en un retrato casi exclusivamente negativo: en la edición de 1550 menciona su "cobardía", mientras en la de 1568 atribuyó su notoriedad más a los caprichos de la fortuna que a los méritos. La gran estima que acompañó a Pinturicchio en su vida fue dictada no tanto por su velocidad, como insinuó Vasari, sino más bien por su capacidad para interpretar las demandas de sus excelentes clientes. Hay que tener en cuenta que el gusto de Vasari es plenamente manierista, en la línea más dura de los discípulos de Miguel Ángel, muy alejado de la escuela clásica representada por la línea de Leonardo, Botticelli y Rafael en la que se encuadra plenamente Pinturicchio.
Solo los eruditos del siglo XIX y principios del siglo XX revalorizaron su figura, justo cuando sus pinturas entraron en el círculo del coleccionismo internacional, terminando en los grandes museos y colecciones de Europa y América. Fundamental fue la monografía Carli (1960), aunque más tarde la figura del pintor pasó por un nuevo desinterés, simplemente resaltado en publicaciones especializadas solamente en tal o cual característica, como la inspiración y el gusto anticuario de la iconografía inusual y rara. Con los estudios para el quinto centenario del nacimiento de Rafael en 1984, la figura de Pinturicchio fue solo marginalmente investigada.

## Obra

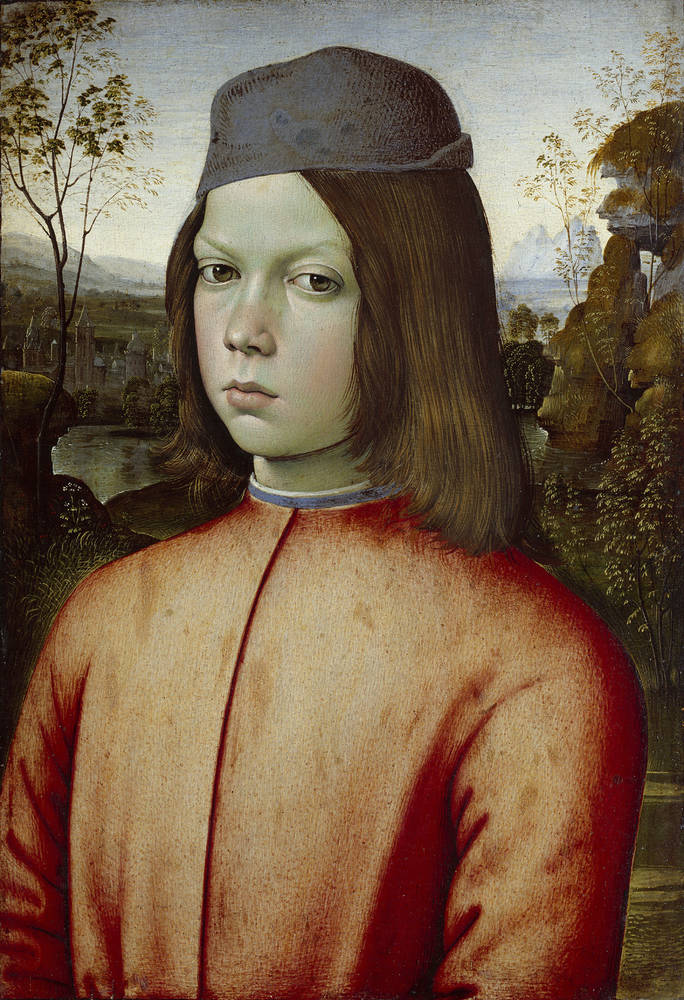
Retrato de muchacho, Gemäldegalerie Alte Meister, Dresde

### Obras más conocidas
Aunque al comienzo su obra siga las características de Perugino, lo cierto es que con posterioridad, Pinturicchio desarrolla un estilo propio. Predomina en él el gusto por lo anecdóctico y por el lujo, así como la multiplicidad de pequeñas escenas en un amplio escenario. 

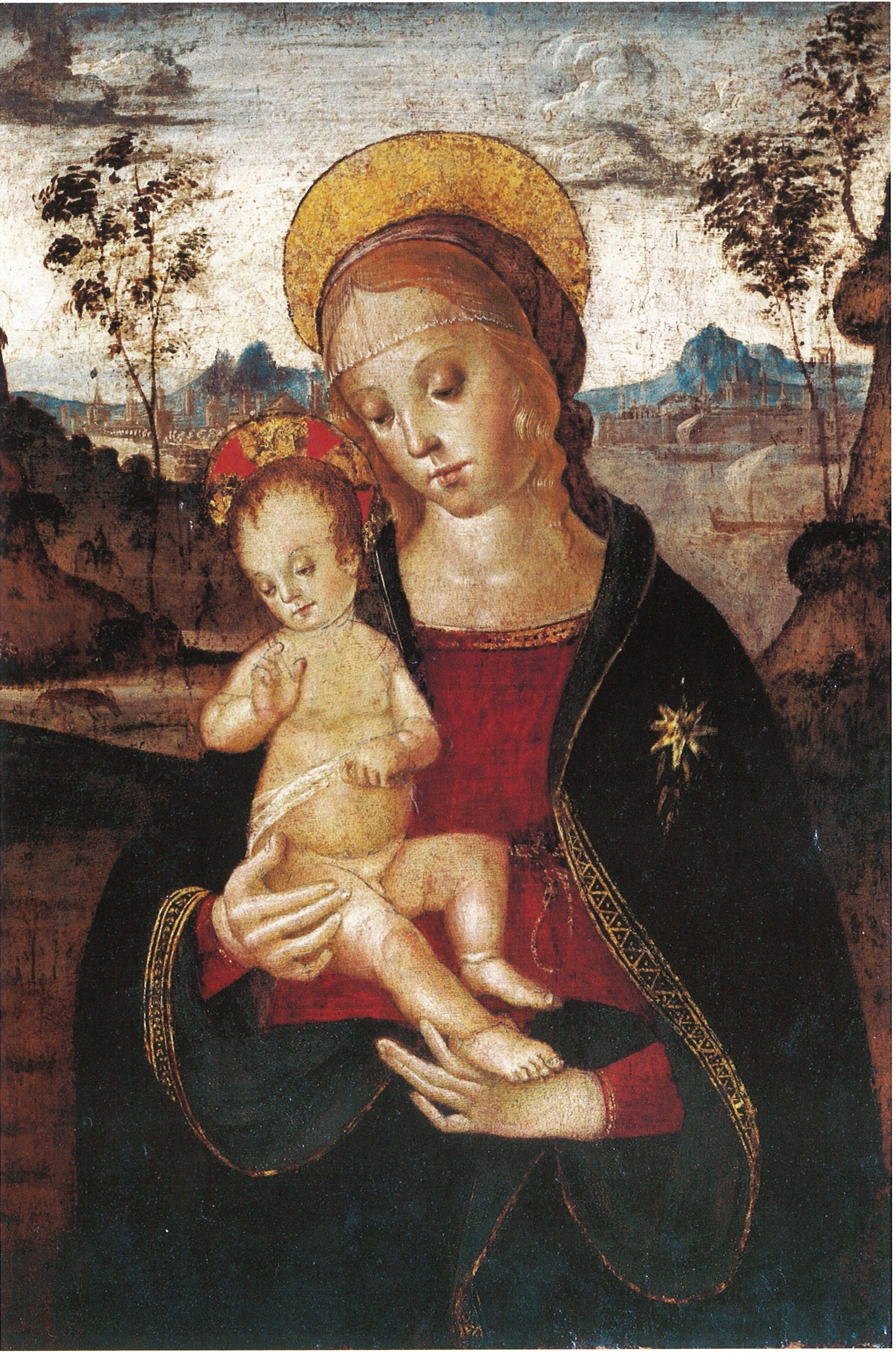
Pintoricchio, Madonna con Bambino benedicente,

De entre sus obras las más famosas son:
- Los frescos de los Apartamentos Borgia en el Palacio Apostólico Vaticano (1492 - 1494). Aquí prevalece su gusto por una decoración sobrecargada con dorados y grotescos. En estos trata temas tradicionales, como los Profetas, las Sibilas, la Virtud y las Artes Liberales y escenas de la vida de Cristo, de María y de los Santos; pero a su lado, aparecen motivos paganos, tomados de la mitología, para celebrar de modo alegórico al comitente. Fritz Saxl dice al respecto: "Aún no existe en este período ninguna otra obra en la que el paganismo y el orgullo individual han podido manifestarse con tanta nitidez como en los Apartamentos Borgia".

- Los frescos de la Biblioteca de la catedral de Siena (1505) con la vida del papa Pío II Piccolomini. En parte de esta obra fue auxiliado por el joven Rafael, suyo es el cartón con la Partida de Eneas Silvio Piccolomini al concilio. En el mosaico pavimental se representa una escena alegórica con El camino de la Virtud; en lo alto, entre los filósofos antiguos Sócrates y Crates, la figura de la Sabiduría, en la parte inferior está la estrecha vía de la Virtud, recorrida por varios personajes, a la derecha aparece la Fortuna, en equilibrio inestable, con un pie sobre una esfera y otro sobre una barca, caracterizada con un cuerno, símbolo de la abundancia, y de una vela, símbolo de las desgracias. En la entrada a la Biblioteca, desde la Catedral, figura el fresco de la Coronación de Pío III.Pinturicchio, Madonna del latte, 1492, 29,2x21,6 cm, Houston, Sarah Campbell Blaffer Foundation

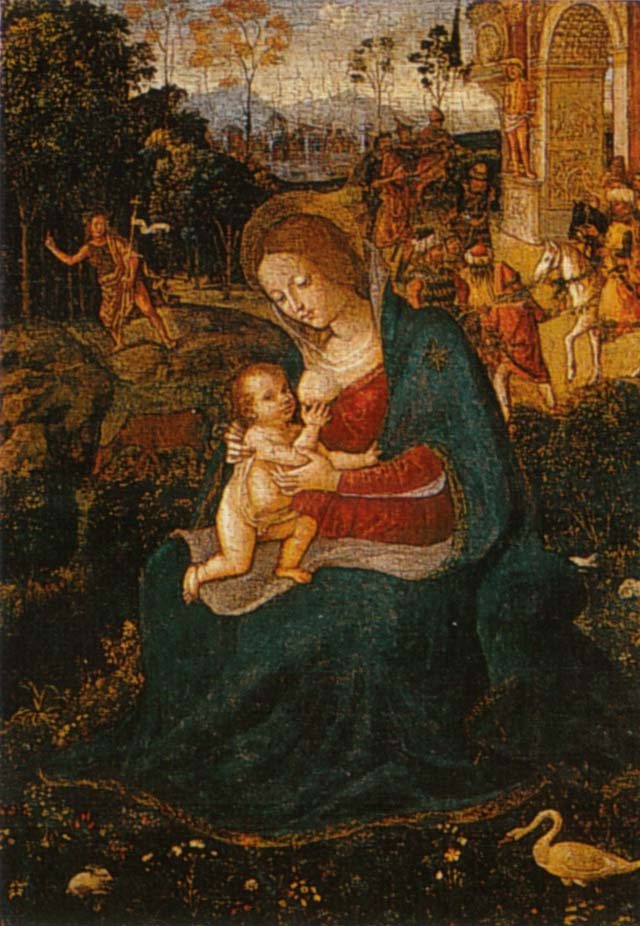
Pinturicchio, Madonna del latte, 1492, 29,2x21,6 cm, Houston, Sarah Campbell Blaffer Foundation

- El fresco del Palacio Petrucci de Siena titulado El retorno de Odiseo.

- Su único ejemplo conocido en España es una importante Virgen con el Niño y donante del Museo de Bellas Artes de Valencia, encargado al pintor por la familia de los de Borja o Borgia.

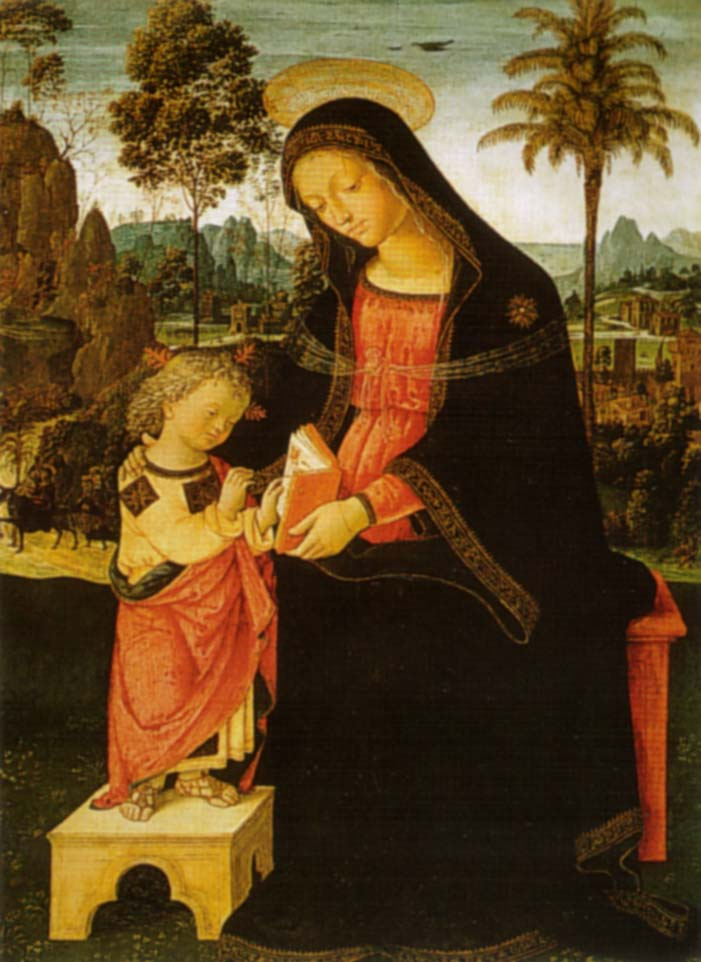
Pinturicchio, Madonna col bambino scrivente, 1494-98, 61x41,6 cm, Philadelphia, museum of art

### Otras obras principales
- Storie di san Bernardino, 1473, tempera su tavola, Perugia, Galleria Nazionale dell'Umbria
  - San Bernardino richiama alla vita un uomo trovato morto sotto un albero, 76,5x56,8 cm
  - Guarigione del cieco, 75,8x57 cm
  - Liberazione del prigioniero, 76x56,7 cm
- Crocifisso tra i santi Girolamo e Cristoforo, 1475 circa, olio su tavola, 59x40 cm, Roma, Galleria Borghese
- San Girolamo nel deserto, 1475-1480 circa, olio su tavola, 149,8x106 cm, Baltimora, Walters Art Museum
- Madonna col Bambino benedicente, 1480 circa, olio su tavola, 53,5x35,5 cm, Londra, National Gallery
- Madonna col Bambino benedicente, 1480 circa, olio su tavola, Città di Castello, Museo civico
- Madonna col Bambino scrivente e san Girolamo, 1481, olio su tavola, 49,5x38 cm, Berlino, Gemäldegalerie
- Ritratto di un ragazzo, 1481-1483 circa, tempera su tavola di pioppo, 47,5x33 cm, Dresda, Gemäldegalerie
- Cappella Bufalini, 1484-1486 circa, ciclo di affreschi con Storie di san Bernardino, Roma, basilica di Santa Maria in Aracoeli
- Cappella Basso Della Rovere, 1484-1492, ciclo di affreschi, Roma, basilica di Santa Maria del Popolo
- Scene bibliche e di storia antica, 1485-1490 circa, affreschi, Roma, Palazzo Colonna
- Volta della Cappella Ponziani, 1485-1490 circa, affreschi, Roma, chiesa di Santa Cecilia in Trastevere
- Madonna col Bambino e san Giovannino, 1486, tempera su tavola, Città di Castello, Museo del Capitolo del Duomo di Città di Castello
- Madonna col Bambino e due angeli, 1486, affresco, Perugia, Palazzo dei Priori, sala dei Catasti
- Madonna con Bambino benedicente, 1486-1490 circa, tempera su tavola, 53x43 cm, Roma, Fondazione Sorgente Group
- Porte di Perugia e santi protettori, 1486, miniature
- Vedute di città italiane, 1488-1490 circa, ciclo di affreschi, Roma, Museo Pio-Clementino
- Cappella del Presepio, 1488-1490 circa, ciclo di affreschi, Roma, basilica di Santa Maria del Popolo
- Soffitto dei Semidei, 1490, olio su carta su legno, Roma, Palazzo dei PenitenzieriPinturicchio, Madonna in trono e santi, 1507-1508, 318x257 cm, Spello, Chiesa di Sant'Andrea

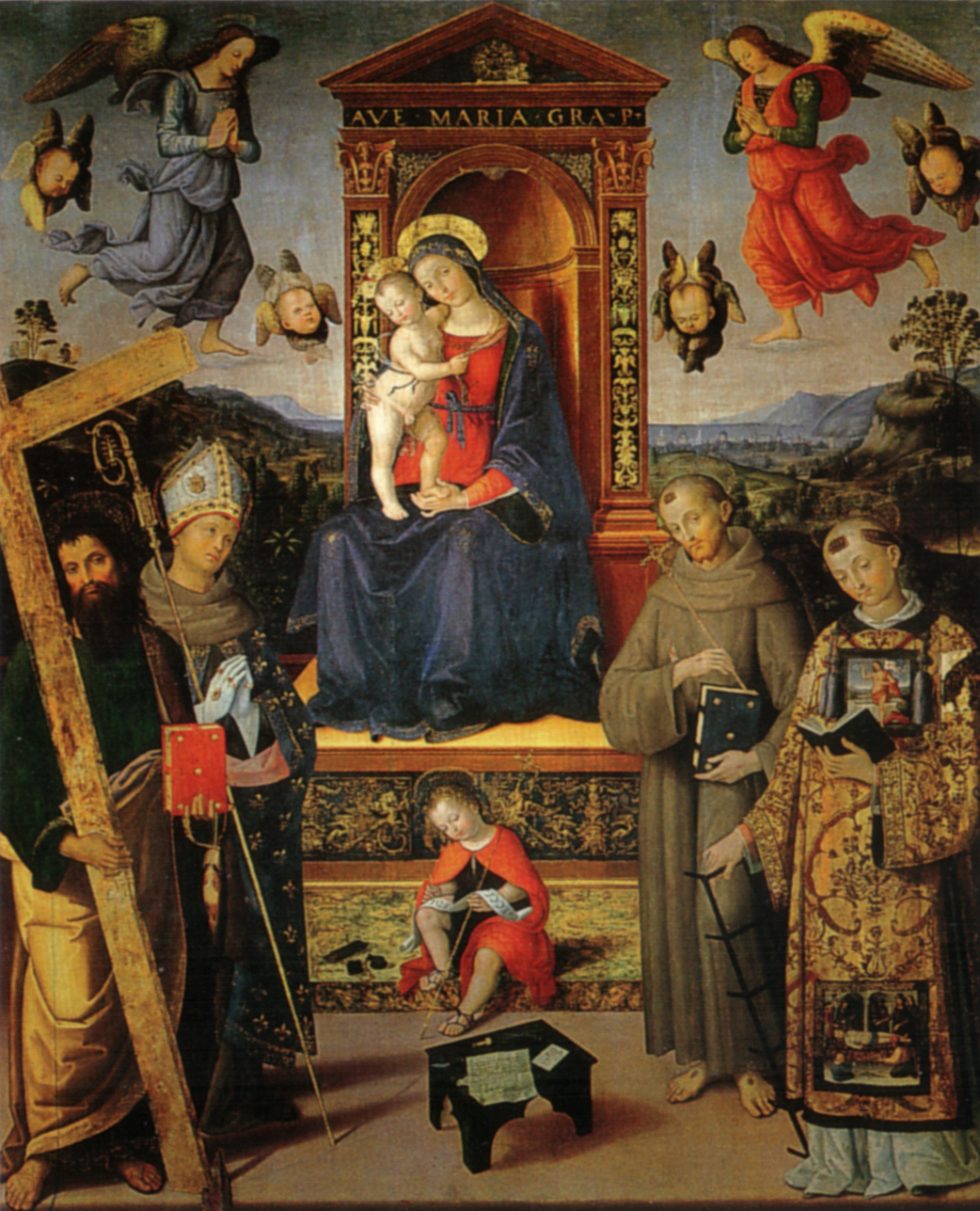
Pinturicchio, Madonna in trono e santi, 1507-1508, 318x257 cm, Spello, Chiesa di Sant'Andrea

- Madonna della Pace, 1490 circa, olio su tavola, 143x70 cm, San Severino Marche, Pinacoteca civica
- Bambin Gesù delle mani, 1492 circa, frammento di affresco staccato, 48,5x33,5 cm, Perugia, Fondazione Guglielmo Giordano
- Testa della Vergine, 1492 circa, frammento di affresco staccato, collezione privata
- Madonna del Latte, 1492, olio su tela, 29,2x21,6 cm, Houston, Sarah Campbell Blaffer Foundation
- Madonna col Bambino leggente, 1494-1498 circa, olio su tavola, 33,7x25,5 cm, Raleigh, North Carolina Museum of Art
- Madonna col Bambino scrivente, 1494-1498 circa, olio su tavola, 61x41,6 cm, Filadelfia, Philadelphia Museum of Art
- Sacra Famiglia, 1495 circa, olio su tavola, 53x38,7 cm, Cambridge (Massachusetts), Fogg Art Museum
- Pala di Santa Maria dei Fossi, 1496-1498, olio su tavola e su tela, 512x314 cm, Perugia, Galleria Nazionale dell'Umbria
- Cappella del vescovo Eroli, 1497, affreschi, Duomo di Spoleto
- Madonna col Bambino, 1498 circa, olio su tavola, 48,2x38,1 cm, San Marino (California), Huntington Library
- Madonna del Davanzale, 1498 circa, olio su tavola, 105x87 cm, Città del Vaticano, Pinacoteca Vaticana
- Sant'Agostino tra i flagellanti, 1500, olio su tela, 115x83 cm, Perugia, Galleria Nazionale dell'Umbria
- Cappella Baglioni, 1500 circa-1501, ciclo di affreschi, Spello, chiesa di Santa Maria Maggiore
- Frammenti da un'Adorazione dei Magi, 1502, affresco staccato, già a Roma, collezione Chigi
- Crocifissione con dolenti (Barb. Lat. 614, c. 219), 1502 circa, foglio miniato, Città del Vaticano, Biblioteca Vaticana
- Incoronazione della Vergine, 1503-1505, olio su tavola, 330x200 cm, Città del Vaticano, Pinacoteca Vaticana
- Incoronazione di Pio III, 1503-1508, affresco, Siena, Duomo
- Cappella di San Giovanni Battista, otto Storie di San Giovanni di cui tre ormai ridipinte, 1504, affreschi, Siena, Duomo
- Cartone per la Storia della Fortuna, 1505, mosaico pavimentale a commesso marmoreo, Siena, Duomo
- Madonna in trono e santi, 1506-1508, olio su tavola, 318x257 cm, Spello, chiesa di Sant'Andrea
- Soffitto del palazzo di Pandolfo Petrucci, 1508-1509, affreschi staccati e stucchi, 483,2x495,9 cm, New York, Metropolitan Museum
- Riconciliazione di Coriolano (forse con Luca Signorelli), 1508-1509, affresco staccato, 125,7x125,7 cm, Londra, National Gallery
- Madonna della Melagrana, 1508-1509 circa, olio su tavola, 54,5x41 cm, Siena, Pinacoteca Nazionale
- Sacra Famiglia con san Giovannino, 1508-1509 circa, olio su tavola, diámetro 85 cm, Siena, Pinacoteca Nazionale
- Virtù dal cassone Petrucci-Piccolomini (solo disegni, attr.), 1509 circa, olio su tavola, Torino, Museo Civico
- Madonna col Bambino, 1509 circa, olio su tavola, già in Gloucestershire, collezione Farrington
- Santa Caterina d'Alessandria e committente inginocchiato, 1509 circa, olio su tavola, 56,5x38,1 cm, Londra, National Gallery
- Volta con Incoronazione della Vergine, Evangelisti, Sibille e Dottori della Chiesa, 1509-1510 circa, affreschi, Roma, volta del coro di Santa Maria del Popolo
- Madonna in gloria tra i santi Gregorio Magno e Benedetto, 1510-1512 circa, olio su tavola, 282x198 cm, San Gimignano, Museo civico
- Assunzione della Vergine, 1512 circa, olio su tavola, Napoli, Museo di Capodimonte
- Andata al Calvario, 1513, olio su tavola, 51x42,5 cm, Isola Bella, collezione Borromeo.

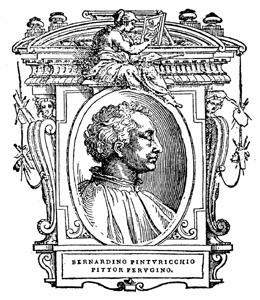
Bernardino Pinturicchio. Retrato de Las Vidas de Vasari